# Lijst van kogelspinnen
De lijst van kogelspinnen bevat alle wetenschappelijk beschreven soorten uit de familie van kogelspinnen (Theridiidae).

## Achaearanea
Achaearanea Strand, 1929
- Achaearanea alboinsignita Locket, 1980
- Achaearanea budana Tikader, 1970
- Achaearanea dalana Buckup & Marques, 1991
- Achaearanea dea Buckup & Marques, 2006
- Achaearanea digitus Buckup & Marques, 2006
- Achaearanea diglipuriensis Tikader, 1977
- Achaearanea disparata Denis, 1965
- Achaearanea diversipes (Rainbow, 1920)
- Achaearanea dubitabilis Wunderlich, 1987
- Achaearanea durgae Tikader, 1970
- Achaearanea epicosma (Rainbow, 1920)
- Achaearanea extrilida (Keyserling, 1890)
- Achaearanea extumida Xing, Gao & Zhu, 1994
- Achaearanea globispira Henschel & Jocqué, 1994
- Achaearanea hieroglyphica (Mello-Leitão, 1940)
- Achaearanea inopinata Brignoli, 1972
- Achaearanea machaera Levi, 1959
- Achaearanea maricaoensis (Bryant, 1942)
- Achaearanea micratula (Banks, 1909)
- Achaearanea nigrodecorata (Rainbow, 1920)
- Achaearanea nigrovittata (Keyserling, 1884)
- Achaearanea palgongensis Seo, 1993
- Achaearanea propera (Keyserling, 1890)
- Achaearanea septemguttata (Simon, 1909)
- Achaearanea simaoica Zhu, 1998
- Achaearanea taim Buckup & Marques, 2006
- Achaearanea tingo Levi, 1963
- Achaearanea trapezoidalis (Taczanowski, 1873)
- Achaearanea triangularis Patel, 2005
- Achaearanea triguttata (Keyserling, 1891)

## Achaearyopa
Achaearyopa Barrion & Litsinger, 1995
- Achaearyopa pnaca Barrion & Litsinger, 1995

## Achaeridion
Achaeridion Wunderlich, 2008
- Achaeridion conigerum (Simon, 1914)

## Allothymoites
Allothymoites Ono, 2007
- Allothymoites kumadai Ono, 2007

## Ameridion
Ameridion Wunderlich, 1995
- Ameridion armouri (Levi, 1959)
- Ameridion aspersum (F. O. P.-Cambridge, 1902)
- Ameridion atlixco (Levi, 1959)
- Ameridion bridgesi (Levi, 1959)
- Ameridion chilapa (Levi, 1959)
- Ameridion clemens (Levi, 1959)
- Ameridion cobanum (Levi, 1959)
- Ameridion colima (Levi, 1959)
- Ameridion lathropi (Levi, 1959)
- Ameridion malkini (Levi, 1959)
- Ameridion marvum (Levi, 1959)
- Ameridion moctezuma (Levi, 1959)
- Ameridion musawas (Levi, 1959)
- Ameridion paidiscum (Levi, 1959)
- Ameridion panum (Levi, 1959)
- Ameridion petrum (Levi, 1959)
- Ameridion plantatum (Levi, 1959)
- Ameridion progum (Levi, 1959)
- Ameridion quantum (Levi, 1959)
- Ameridion reservum (Levi, 1959)
- Ameridion rinconense (Levi, 1959)
- Ameridion ruinum (Levi, 1959)
- Ameridion schmidti (Levi, 1959)
- Ameridion signaculum (Levi, 1959)
- Ameridion signum (Levi, 1959)
- Ameridion tempum (Levi, 1959)
- Ameridion unanimum (Keyserling, 1891)

## Anatea
Anatea Berland, 1927
- Anatea formicaria Berland, 1927

## Anatolidion
Anatolidion Wunderlich, 2008
- Anatolidion gentile (Simon, 1881)

## Anelosimus
Anelosimus Simon, 1891
- Anelosimus agnar Agnarsson, 2006
- Anelosimus analyticus (Chamberlin, 1924)
- Anelosimus andasibe Agnarsson & Kuntner, 2005
- Anelosimus arizona Agnarsson, 2006
- Anelosimus baeza Agnarsson, 2006
- Anelosimus biglebowski Agnarsson, 2006
- Anelosimus chickeringi Levi, 1956
- Anelosimus chonganicus Zhu, 1998
- Anelosimus crassipes (Bösenberg & Strand, 1906)
- Anelosimus decaryi (Fage, 1930)
- Anelosimus dialeucon (Simon, 1890)
- Anelosimus domingo Levi, 1963
- Anelosimus dubiosus (Keyserling, 1891)
- Anelosimus dubius (Tullgren, 1910)
- Anelosimus dude Agnarsson, 2006
- Anelosimus elegans Agnarsson, 2006
- Anelosimus ethicus (Keyserling, 1884)
- Anelosimus exiguus Yoshida, 1986
- Anelosimus eximius (Keyserling, 1884)
- Anelosimus fraternus Agnarsson, 2006
- Anelosimus guacamayos Agnarsson, 2006
- Anelosimus inhandava Agnarsson, 2005
- Anelosimus iwawakiensis Yoshida, 1986
- Anelosimus jabaquara Levi, 1956
- Anelosimus jucundus (O. P.-Cambridge, 1896)
- Anelosimus kohi Yoshida, 1993
- Anelosimus linda Agnarsson, 2006
- Anelosimus lorenzo Fowler & Levi, 1979
- Anelosimus may Agnarsson, 2005
- Anelosimus misiones Agnarsson, 2005
- Anelosimus monskenyensis Agnarsson, 2006
- Anelosimus nazariani Agnarsson & Kuntner, 2005
- Anelosimus nelsoni Agnarsson, 2006
- Anelosimus nigrescens (Keyserling, 1884)
- Anelosimus octavius Agnarsson, 2006
- Anelosimus oritoyacu Agnarsson, 2006
- Anelosimus pacificus Levi, 1956
- Anelosimus pantanal Agnarsson, 2006
- Anelosimus puravida Agnarsson, 2006
- Anelosimus rabus Levi, 1963
- Anelosimus rupununi Levi, 1956
- Anelosimus sallee Agnarsson & Kuntner, 2005
- Anelosimus salut Agnarsson & Kuntner, 2005
- Anelosimus studiosus (Hentz, 1850)
- Anelosimus sulawesi Agnarsson, 2006
- Anelosimus sumisolena Agnarsson, 2005
- Anelosimus taiwanicus Yoshida, 1986
- Anelosimus tosus (Chamberlin, 1916)
- Anelosimus tungurahua Agnarsson, 2006
- Anelosimus vondrona Agnarsson & Kuntner, 2005

## Argyrodella
Argyrodella Saaristo, 2006
- Argyrodella pusillus (Saaristo, 1978)

## Argyrodes
Argyrodes Simon, 1864
- Argyrodes abscissus O. P.-Cambridge, 1880
- Argyrodes alannae Grostal, 1999
- Argyrodes ambalikae Tikader, 1970
- Argyrodes amboinensis Thorell, 1878
- Argyrodes andamanensis Tikader, 1977
- Argyrodes antipodianus O. P.-Cambridge, 1880
- Argyrodes apiculatus Thorell, 1895
- Argyrodes argentatus O. P.-Cambridge, 1880
- Argyrodes argyrodes (Walckenaer, 1842)
- Argyrodes atriapicatus Strand, 1906
- Argyrodes bandanus Strand, 1911
- Argyrodes benedicti Lopez, 1988
- Argyrodes binotatus Rainbow, 1915
- Argyrodes bonadea (Karsch, 1881)
- Argyrodes borbonicus Lopez, 1990
- Argyrodes callipygus Thorell, 1895
- Argyrodes calmettei Lopez, 1990
- Argyrodes chionus Roberts, 1983
- Argyrodes chiriatapuensis Tikader, 1977
- Argyrodes coactatus Lopez, 1988
- Argyrodes cognatus (Blackwall, 1877)
- Argyrodes convivans Lawrence, 1937
- Argyrodes cylindratus Thorell, 1898
- Argyrodes cyrtophorae Tikader, 1963
- Argyrodes delicatulus Thorell, 1878
- Argyrodes dipali Tikader, 1963
- Argyrodes elevatus Taczanowski, 1873
- Argyrodes exlineae (Caporiacco, 1949)
- Argyrodes fasciatus Thorell, 1892
- Argyrodes fissifrons O. P.-Cambridge, 1869
  - Argyrodes fissifrons terressae Thorell, 1891
- Argyrodes fissifrontellus Saaristo, 1978
- Argyrodes flavescens O. P.-Cambridge, 1880
- Argyrodes flavipes Rainbow, 1916
- Argyrodes fragilis Thorell, 1877
- Argyrodes gazedes Tikader, 1970
- Argyrodes gazingensis Tikader, 1970
- Argyrodes gemmatus Rainbow, 1920
- Argyrodes gouri Tikader, 1963
- Argyrodes gracilis (L. Koch, 1872)
- Argyrodes hawaiiensis Simon, 1900
- Argyrodes huangsangensis Yin, Peng & Bao, 2004
- Argyrodes incertus Wunderlich, 1987
- Argyrodes incisifrons Keyserling, 1890
- Argyrodes incursus Gray & Anderson, 1989
- Argyrodes insectus Schmidt, 2005
- Argyrodes jamkhedes Tikader, 1963
- Argyrodes kratochvili (Caporiacco, 1949)
- Argyrodes kualensis Hogg, 1927
- Argyrodes kulczynskii (Roewer, 1942)
- Argyrodes kumadai Chida & Tanikawa, 1999
- Argyrodes lanyuensis Yoshida, Tso & Severinghaus, 1998
- Argyrodes lepidus O. P.-Cambridge, 1879
- Argyrodes levuca Strand, 1915
- Argyrodes maculiger Strand, 1911
- Argyrodes margaritarius (Rainbow, 1894)
- Argyrodes mellissi (O. P.-Cambridge, 1869)
- Argyrodes mertoni Strand, 1911
- Argyrodes meus Strand, 1907
  - Argyrodes meus poecilior Strand, 1913
- Argyrodes miltosus Zhu & Song, 1991
- Argyrodes minax O. P.-Cambridge, 1880
- Argyrodes miniaceus (Doleschall, 1857)
- Argyrodes modestus Thorell, 1899
- Argyrodes nasutus O. P.-Cambridge, 1880
- Argyrodes neocaledonicus Berland, 1924
- Argyrodes nephilae Taczanowski, 1873
- Argyrodes parcestellatus Simon, 1909
- Argyrodes pluto Banks, 1906
- Argyrodes praeacutus Simon, 1903
- Argyrodes projeles Tikader, 1970
- Argyrodes rainbowi (Roewer, 1942)
- Argyrodes reticola Strand, 1911
- Argyrodes rhomboides Yin, Peng & Bao, 2004
- Argyrodes rostratus Blackwall, 1877
- Argyrodes samoensis O. P.-Cambridge, 1880
- Argyrodes scapulatus Schmidt & Piepho, 1994
- Argyrodes scintillulanus O. P.-Cambridge, 1880
- Argyrodes sextuberculosus Strand, 1908
  - Argyrodes sextuberculosus dilutior (Caporiacco, 1940)
- Argyrodes strandi (Caporiacco, 1940)
- Argyrodes stridulator Lawrence, 1937
- Argyrodes sublimis L. Koch, 1872
- Argyrodes sundaicus (Doleschall, 1859)
- Argyrodes tenuis Thorell, 1877
  - Argyrodes tenuis infumatus Thorell, 1878
- Argyrodes tripunctatus Simon, 1877
- Argyrodes unimaculatus (Marples, 1955)
- Argyrodes vatovae (Caporiacco, 1940)
- Argyrodes viridis (Vinson, 1863)
- Argyrodes vittatus Bradley, 1877
- Argyrodes weyrauchi Exline & Levi, 1962
- Argyrodes wolfi Strand, 1911
- Argyrodes yunnanensis Xu, Yin & Kim, 2000
- Argyrodes zhui Zhu & Song, 1991
- Argyrodes zonatus (Walckenaer, 1842)
  - Argyrodes zonatus occidentalis Simon, 1903

## Ariamnes
Ariamnes Thorell, 1869
- Ariamnes alepeleke Gillespie & Rivera, 2007
- Ariamnes attenuatus O. P.-Cambridge, 1881
- Ariamnes birgitae Strand, 1917
- Ariamnes campestratus Simon, 1903
- Ariamnes colubrinus Keyserling, 1890
- Ariamnes corniger Simon, 1900
- Ariamnes cylindrogaster Simon, 1889
- Ariamnes flagellum (Doleschall, 1857)
  - Ariamnes flagellum nigritus Simon, 1901
- Ariamnes haitensis (Exline & Levi, 1962)
- Ariamnes helminthoides Simon, 1907
- Ariamnes hiwa Gillespie & Rivera, 2007
- Ariamnes huinakolu Gillespie & Rivera, 2007
- Ariamnes jeanneli Berland, 1920
- Ariamnes kahili Gillespie & Rivera, 2007
- Ariamnes laau Gillespie & Rivera, 2007
- Ariamnes longicaudatus O. P.-Cambridge, 1872
- Ariamnes longissimus Keyserling, 1891
- Ariamnes makue Gillespie & Rivera, 2007
- Ariamnes melekalikimaka Gillespie & Rivera, 2007
- Ariamnes mexicanus (Exline & Levi, 1962)
- Ariamnes patersoniensis Hickman, 1927
- Ariamnes pavesii Leardi, 1902
- Ariamnes poele Gillespie & Rivera, 2007
- Ariamnes rufopictus Thorell, 1895
- Ariamnes russulus Simon, 1903
- Ariamnes schlingeri (Exline & Levi, 1962)
- Ariamnes setipes Hasselt, 1882
- Ariamnes simulans O. P.-Cambridge, 1892
- Ariamnes triangulatus Urquhart, 1887
- Ariamnes triangulus Thorell, 1887
- Ariamnes uwepa Gillespie & Rivera, 2007
- Ariamnes waikula Gillespie & Rivera, 2007

## Asagena
Asagena Sundevall, 1833
- Asagena americana Emerton, 1882
- Asagena brignolii (Knoflach, 1996)
- Asagena fulva (Keyserling, 1884)
- Asagena italica (Knoflach, 1996)
- Asagena medialis (Banks, 1898)
- Asagena meridionalis Kulczyński, 1894
- Asagena phalerata (Panzer, 1801)
- Asagena pulcher (Keyserling, 1884)

## Asygyna
Asygyna Agnarsson, 2006
- Asygyna coddingtoni Agnarsson, 2006
- Asygyna huberi Agnarsson, 2006

## Audifia
Audifia Keyserling, 1884
- Audifia duodecimpunctata Simon, 1907
- Audifia laevithorax Keyserling, 1884
- Audifia semigranosa Simon, 1895

## Bardala
Bardala Saaristo, 2006
- Bardala labarda (Roberts, 1983)

## Cabello
Cabello Levi, 1964
- Cabello eugeni Levi, 1964

## Canalidion
Canalidion Wunderlich, 2008
- Canalidion montanum (Emerton, 1882)

## Carniella
Carniella Thaler & Steinberger, 1988
- Carniella brignolii Thaler & Steinberger, 1988
- Carniella detriticola (Miller, 1970)
- Carniella globifera (Simon, 1899)
- Carniella krakatauensis Wunderlich, 1995
- Carniella orites Knoflach, 1996
- Carniella schwendingeri Knoflach, 1996
- Carniella siam Knoflach, 1996
- Carniella sumatraensis Wunderlich, 1995
- Carniella tsurui Ono, 2007
- Carniella weyersi (Brignoli, 1979)

## Cephalobares
Cephalobares O. P.-Cambridge, 1870
- Cephalobares globiceps O. P.-Cambridge, 1870

## Cerocida
Cerocida Simon, 1894
- Cerocida ducke Marques & Buckup, 1989
- Cerocida strigosa Simon, 1894

## Chikunia
Chikunia Yoshida, 2009
- Chikunia albipes (Saito, 1935)

## Chorizopella
Chorizopella Lawrence, 1947
- Chorizopella tragardhi Lawrence, 1947

## Chrosiothes
Chrosiothes Simon, 1894
- Chrosiothes chirica (Levi, 1954)
- Chrosiothes episinoides (Levi, 1963)
- Chrosiothes fulvus Yoshida, Tso & Severinghaus, 2000
- Chrosiothes goodnightorum (Levi, 1954)
- Chrosiothes iviei Levi, 1964
- Chrosiothes jamaicensis Levi, 1964
- Chrosiothes jenningsi Piel, 1995
- Chrosiothes jocosus (Gertsch & Davis, 1936)
- Chrosiothes litus Levi, 1964
- Chrosiothes minusculus (Gertsch, 1936)
- Chrosiothes niteroi Levi, 1964
- Chrosiothes perfidus Marques & Buckup, 1997
- Chrosiothes portalensis Levi, 1964
- Chrosiothes proximus (O. P.-Cambridge, 1899)
- Chrosiothes silvaticus Simon, 1894
- Chrosiothes sudabides (Bösenberg & Strand, 1906)
- Chrosiothes taiwan Yoshida, Tso & Severinghaus, 2000
- Chrosiothes tonala (Levi, 1954)
- Chrosiothes valmonti (Simon, 1897)
- Chrosiothes venturosus Marques & Buckup, 1997
- Chrosiothes wagneri (Levi, 1954)

## Chrysso
Chrysso O. P.-Cambridge, 1882
- Chrysso albomaculata O. P.-Cambridge, 1882
- Chrysso alecula Levi, 1962
- Chrysso anei Barrion & Litsinger, 1995
- Chrysso antonio Levi, 1962
- Chrysso argyrodiformis (Yaginuma, 1952)
- Chrysso arima Levi, 1962
- Chrysso arops Levi, 1962
- Chrysso backstromi (Berland, 1924)
- Chrysso barrosmachadoi Caporiacco, 1955
- Chrysso bimaculata Yoshida, 1998
- Chrysso calima Buckup & Marques, 1992
- Chrysso cambridgei (Petrunkevitch, 1911)
- Chrysso caraca Levi, 1962
- Chrysso caudigera Yoshida, 1993
- Chrysso compressa (Keyserling, 1884)
- Chrysso cyclocera Zhu, 1998
- Chrysso diplosticha Chamberlin & Ivie, 1936
- Chrysso ecuadorensis Levi, 1957
- Chrysso fanjingshan Song, Zhang & Zhu, 2006
- Chrysso foliata (L. Koch, 1878)
- Chrysso gounellei Levi, 1962
- Chrysso huae Tang, Yin & Peng, 2003
- Chrysso huanuco Levi, 1957
- Chrysso indicifera Chamberlin & Ivie, 1936
- Chrysso intervales Gonzaga, Leiner & Santos, 2006
- Chrysso isumbo Barrion & Litsinger, 1995
- Chrysso lativentris Yoshida, 1993
- Chrysso lingchuanensis Zhu & Zhang, 1992
- Chrysso mariae Levi, 1957
- Chrysso melba Levi, 1962
- Chrysso nigra (O. P.-Cambridge, 1880)
- Chrysso nigriceps Keyserling, 1884
- Chrysso nigrosterna Keyserling, 1891
- Chrysso nordica (Chamberlin & Ivie, 1947)
- Chrysso octomaculata (Bösenberg & Strand, 1906)
- Chrysso orchis Yoshida, Tso & Severinghaus, 2000
- Chrysso oxycera Zhu & Song, 1993
- Chrysso pelyx (Levi, 1957)
- Chrysso picturata (Simon, 1895)
- Chrysso pulcherrima (Mello-Leitão, 1917)
- Chrysso pulchra (Keyserling, 1891)
- Chrysso questona Levi, 1962
- Chrysso ribeirao Levi, 1962
- Chrysso rubrovittata (Keyserling, 1884)
- Chrysso sasakii Yoshida, 2001
- Chrysso scintillans (Thorell, 1895)
- Chrysso shimenensis Tang, Yin & Peng, 2003
- Chrysso sicki Levi, 1957
- Chrysso silva Levi, 1962
- Chrysso simoni Levi, 1962
- Chrysso spiniventris (O. P.-Cambridge, 1869)
- Chrysso subrapula Zhu, 1998
- Chrysso sulcata (Keyserling, 1884)
- Chrysso tiboli Barrion & Litsinger, 1995
- Chrysso trimaculata Zhu, Zhang & Xu, 1991
- Chrysso trispinula Zhu, 1998
- Chrysso vallensis Levi, 1957
- Chrysso vesiculosa (Simon, 1895)
- Chrysso vexabilis Keyserling, 1884
- Chrysso viridiventris Yoshida, 1996
- Chrysso vitra Zhu, 1998
- Chrysso vittatula (Roewer, 1942)
- Chrysso volcanensis Levi, 1962
- Chrysso wangi Zhu, 1998
- Chrysso wenxianensis Zhu, 1998

## Coleosoma
Coleosoma O. P.-Cambridge, 1882
- Coleosoma acutiventer (Keyserling, 1884)
- Coleosoma africanum Schmidt & Krause, 1995
- Coleosoma blandum O. P.-Cambridge, 1882
- Coleosoma caliothripsum Barrion & Litsinger, 1995
- Coleosoma floridanum Banks, 1900
- Coleosoma matinikum Barrion & Litsinger, 1995
- Coleosoma normale Bryant, 1944
- Coleosoma pabilogum Barrion & Litsinger, 1995
- Coleosoma pseudoblandum Barrion & Litsinger, 1995

## Coscinida
Coscinida Simon, 1895
- Coscinida asiatica Zhu & Zhang, 1992
- Coscinida coreana Paik, 1995
- Coscinida decemguttata Miller, 1970
- Coscinida gentilis Simon, 1895
- Coscinida hunanensis Yin, Peng & Bao, 2006
- Coscinida japonica Yoshida, 1994
- Coscinida leviorum Locket, 1968
- Coscinida lugubris (Tullgren, 1910)
- Coscinida novemnotata Simon, 1895
- Coscinida proboscidea Simon, 1899
- Coscinida propinqua Miller, 1970
- Coscinida shimenensis Yin, Peng & Bao, 2006
- Coscinida tibialis Simon, 1895
- Coscinida triangulifera Simon, 1904
- Coscinida ulleungensis Paik, 1995

## Craspedisia
Craspedisia Simon, 1894
- Craspedisia cornuta (Keyserling, 1891)
- Craspedisia longioembolia Yin et al., 2003
- Craspedisia spatulata Bryant, 1948

## Crustulina
Crustulina Menge, 1868
- Crustulina albovittata (Thorell, 1875)
- Crustulina altera Gertsch & Archer, 1942
- Crustulina ambigua Simon, 1889
- Crustulina bicruciata Simon, 1908
- Crustulina conspicua (O. P.-Cambridge, 1872)
- Crustulina erythropus (Lucas, 1846)
- Crustulina grayi Chrysanthus, 1975
- Crustulina guttata (Wider, 1834)
- Crustulina hermonensis Levy & Amitai, 1979
- Crustulina incerta Tullgren, 1910
- Crustulina jeanneli Berland, 1920
- Crustulina lineiventris (Pavesi, 1884)
- Crustulina lugubris Chrysanthus, 1975
- Crustulina molesta (Pavesi, 1883)
- Crustulina obesa Berland, 1920
- Crustulina scabripes Simon, 1881
- Crustulina starmuehlneri Kritscher, 1966
- Crustulina sticta (O. P.-Cambridge, 1861)

## Cryptachaea
Cryptachaea Archer, 1946
- Cryptachaea alacris (Keyserling, 1884)
- Cryptachaea altiventer (Keyserling, 1884)
- Cryptachaea ambera (Levi, 1963)
- Cryptachaea analista (Levi, 1963)
- Cryptachaea anastema (Levi, 1963)
- Cryptachaea azteca (Chamberlin & Ivie, 1936)
- Cryptachaea banosensis (Levi, 1963)
- Cryptachaea barra (Levi, 1963)
- Cryptachaea bellula (Keyserling, 1891)
- Cryptachaea blattea (Urquhart, 1886)
- Cryptachaea caliensis (Levi, 1963)
- Cryptachaea canionis (Chamberlin & Gertsch, 1929)
- Cryptachaea caqueza (Levi, 1963)
- Cryptachaea chilensis (Levi, 1963)
- Cryptachaea chiricahua (Levi, 1955)
- Cryptachaea cinnabarina (Levi, 1963)
- Cryptachaea diamantina (Levi, 1963)
- Cryptachaea dromedariformis (Roewer, 1942)
- Cryptachaea eramus (Levi, 1963)
- Cryptachaea fresno (Levi, 1955)
- Cryptachaea gigantea (Keyserling, 1884)
- Cryptachaea hirta (Taczanowski, 1873)
- Cryptachaea inops (Levi, 1963)
- Cryptachaea insulsa (Gertsch & Mulaik, 1936)
- Cryptachaea isana (Levi, 1963)
- Cryptachaea jequirituba (Levi, 1963)
- Cryptachaea kaspi (Levi, 1963)
- Cryptachaea koepckei (Levi, 1963)
- Cryptachaea lota (Levi, 1963)
- Cryptachaea manzanillo (Levi, 1959)
- Cryptachaea maraca (Buckup & Marques, 1991)
- Cryptachaea maxima (Keyserling, 1891)
- Cryptachaea meraukensis (Chrysanthus, 1963)
- Cryptachaea migrans (Keyserling, 1884)
- Cryptachaea milagro (Levi, 1963)
- Cryptachaea nayaritensis (Levi, 1959)
- Cryptachaea oblivia (O. P.-Cambridge, 1896)
- Cryptachaea orana (Levi, 1963)
- Cryptachaea pallipera (Levi, 1963)
- Cryptachaea parana (Levi, 1963)
- Cryptachaea passiva (Keyserling, 1891)
- Cryptachaea pilaton (Levi, 1963)
- Cryptachaea pinguis (Keyserling, 1886)
- Cryptachaea porteri (Banks, 1896)
- Cryptachaea projectivulva (Yoshida, 2001)
- Cryptachaea pura (O. P.-Cambridge, 1894)
- Cryptachaea pusillana (Roewer, 1942)
- Cryptachaea pydanieli (Buckup & Marques, 1991)
- Cryptachaea rafaeli (Buckup & Marques, 1991)
- Cryptachaea rapa (Levi, 1963)
- Cryptachaea rioensis (Levi, 1963)
- Cryptachaea riparia (Blackwall, 1834)
- Cryptachaea rostra (Zhu & Zhang, 1992)
- Cryptachaea rostrata (O. P.-Cambridge, 1896)
- Cryptachaea rupicola (Emerton, 1882)
- Cryptachaea schneirlai (Levi, 1959)
- Cryptachaea schraderorum (Levi, 1959)
- Cryptachaea serenoae (Gertsch & Archer, 1942)
- Cryptachaea sicki (Levi, 1963)
- Cryptachaea taeniata (Keyserling, 1884)
- Cryptachaea tovarensis (Levi, 1963)
- Cryptachaea trinidensis (Levi, 1959)
- Cryptachaea uviana (Levi, 1963)
- Cryptachaea veruculata (Urquhart, 1886)
- Cryptachaea vivida (Keyserling, 1891)
- Cryptachaea zonensis (Levi, 1959)

## Cyllognatha
Cyllognatha L. Koch, 1872
- Cyllognatha affinis Berland, 1929
- Cyllognatha gracilis Marples, 1955
- Cyllognatha subtilis L. Koch, 1872
- Cyllognatha surajbe Patel & Patel, 1972

## Deelemanella
Deelemanella Yoshida, 2003
- Deelemanella borneo Yoshida, 2003

## Dipoena
Dipoena Thorell, 1869
- Dipoena abdita Gertsch & Mulaik, 1936
- Dipoena aculeata (Hickman, 1951)
- Dipoena adunca Tso, Zhu & Zhang, 2005
- Dipoena ahenea (Dyal, 1935)
- Dipoena anahuas Levi, 1963
- Dipoena anas Levi, 1963
- Dipoena appalachia Levi, 1953
- Dipoena atlantica Chickering, 1943
- Dipoena augara Levi, 1963
- Dipoena austera Simon, 1908
- Dipoena banksi Chickering, 1943
- Dipoena bellingeri Levi, 1963
- Dipoena beni Levi, 1963
- Dipoena bernardino Levi, 1963
- Dipoena bimini Levi, 1963
- Dipoena bodjensis (Simon, 1885)
- Dipoena boquete Levi, 1963
- Dipoena braccata (C. L. Koch, 1841)
- Dipoena bristowei Caporiacco, 1949
- Dipoena bryantae Chickering, 1943
- Dipoena buccalis Keyserling, 1886
- Dipoena cartagena Sedgwick, 1973
- Dipoena cathedralis Levi, 1953
- Dipoena chathami Levi, 1953
- Dipoena chickeringi Levi, 1953
- Dipoena chillana Levi, 1963
- Dipoena convexa (Blackwall, 1870)
- Dipoena coracina (C. L. Koch, 1837)
- Dipoena cordiformis Keyserling, 1886
- Dipoena cornuta Chickering, 1943
- Dipoena croatica (Chyzer, 1894)
- Dipoena crocea (O. P.-Cambridge, 1896)
- Dipoena destricta Simon, 1903
- Dipoena dominicana Wunderlich, 1986
- Dipoena dorsata Muma, 1944
- Dipoena duodecimpunctata Chickering, 1943
- Dipoena eatoni Chickering, 1943
- Dipoena erythropus (Simon, 1881)
- Dipoena esra Levi, 1963
- Dipoena flavomaculata (Keyserling, 1891)
- Dipoena foliata Keyserling, 1886
- Dipoena fornicata Thorell, 1895
- Dipoena fortunata Levi, 1953
- Dipoena galilaea Levy & Amitai, 1981
- Dipoena glomerabilis Simon, 1909
- Dipoena grammata Simon, 1903
- Dipoena grancanariensis Wunderlich, 1987
- Dipoena granulata (Keyserling, 1886)
- Dipoena gui Zhu, 1998
- Dipoena hainanensis Zhu, 1998
- Dipoena hana Zhu, 1998
- Dipoena hasra Roberts, 1983
- Dipoena hortoni Chickering, 1943
- Dipoena hui Zhu, 1998
- Dipoena insulana Chickering, 1943
- Dipoena ira Levi, 1963
- Dipoena isthmia Chickering, 1943
- Dipoena josephus Levi, 1953
- Dipoena keumunensis Paik, 1996
- Dipoena keyserlingi Levi, 1963
- Dipoena kuyuwini Levi, 1963
- Dipoena labialis Zhu, 1998
- Dipoena lana Levi, 1953
- Dipoena latifrons Denis, 1950
- Dipoena lesnei Simon, 1899
- Dipoena leveillei (Simon, 1885)
- Dipoena liguanea Levi, 1963
- Dipoena lindholmi (Strand, 1910)
- Dipoena linzhiensis Hu, 2001
- Dipoena longiventris (Simon, 1905)
- Dipoena lugens (O. P.-Cambridge, 1909)
- Dipoena luisi Levi, 1953
- Dipoena malkini Levi, 1953
- Dipoena meckeli Simon, 1897
- Dipoena melanogaster (C. L. Koch, 1837)
- Dipoena mendoza Levi, 1967
- Dipoena mertoni Levi, 1963
- Dipoena militaris Chickering, 1943
- Dipoena mitifica Simon, 1899
- Dipoena mollis (Simon, 1903)
- Dipoena neotoma Levi, 1953
- Dipoena nigra (Emerton, 1882)
- Dipoena nigroreticulata (Simon, 1879)
- Dipoena nipponica Yoshida, 2002
- Dipoena niteroi Levi, 1963
- Dipoena notata Dyal, 1935
- Dipoena obscura Keyserling, 1891
- Dipoena ocosingo Levi, 1953
- Dipoena ohigginsi Levi, 1963
- Dipoena olivenca Levi, 1963
- Dipoena opana Levi, 1963
- Dipoena origanata Levi, 1953
- Dipoena orvillei Chickering, 1943
- Dipoena pacifica Chickering, 1943
- Dipoena pacificana Berland, 1938
- Dipoena pallisteri Levi, 1963
- Dipoena parki Chickering, 1943
- Dipoena pelorosa Zhu, 1998
- Dipoena peregregia Simon, 1909
- Dipoena perimenta Levi, 1963
- Dipoena peruensis Levi, 1963
- Dipoena petrunkevitchi Roewer, 1942
- Dipoena picta (Thorell, 1890)
- Dipoena plaumanni Levi, 1963
- Dipoena polita (Mello-Leitão, 1947)
- Dipoena praecelsa Simon, 1914
- Dipoena pristea Roberts, 1983
- Dipoena proterva Chickering, 1943
- Dipoena provalis Levi, 1953
- Dipoena puertoricensis Levi, 1963
- Dipoena pulicaria (Thorell, 1890)
- Dipoena pumicata (Keyserling, 1886)
- Dipoena punctisparsa Yaginuma, 1967
- Dipoena pusilla (Keyserling, 1886)
- Dipoena quadricuspis Caporiacco, 1949
- Dipoena redunca Zhu, 1998
- Dipoena ripa Zhu, 1998
- Dipoena rita Levi, 1953
- Dipoena rubella (Keyserling, 1884)
- Dipoena santacatarinae Levi, 1963
- Dipoena scabella Simon, 1903
- Dipoena seclusa Chickering, 1948
- Dipoena sedilloti (Simon, 1885)
- Dipoena semicana Simon, 1909
- Dipoena seminigra Simon, 1909
- Dipoena sericata (Simon, 1879)
- Dipoena sertata (Simon, 1895)
- Dipoena setosa (Hickman, 1951)
- Dipoena signifera Simon, 1909
- Dipoena silvicola Miller, 1970
- Dipoena sinica Zhu, 1992
- Dipoena standleyi Levi, 1963
- Dipoena stellaris Zhu, 1998
- Dipoena sticta Zhu, 1992
- Dipoena striata Wunderlich, 1987
- Dipoena subflavida Thorell, 1895
- Dipoena submustelina Zhu, 1998
- Dipoena sulfurica Levi, 1953
- Dipoena taeniatipes Keyserling, 1891
- Dipoena tecoja Levi, 1953
- Dipoena tingo Levi, 1963
- Dipoena tiro Levi, 1963
- Dipoena torva (Thorell, 1875)
- Dipoena transversisulcata Strand, 1908
- Dipoena trinidensis Levi, 1963
- Dipoena tropica Chickering, 1943
- Dipoena tuldokguhitanea Barrion & Litsinger, 1995
- Dipoena turriceps (Schenkel, 1936)
- Dipoena umbratilis (Simon, 1873)
- Dipoena variabilis (Keyserling, 1886)
- Dipoena venusta Chickering, 1948
- Dipoena wangi Zhu, 1998
- Dipoena washougalia Levi, 1953
- Dipoena waspucensis Levi, 1963
- Dipoena woytkowskii Levi, 1963
- Dipoena xanthopus Simon, 1914
- Dipoena yutian Hu & Wu, 1989
- Dipoena zeteki Chickering, 1943

## Dipoenata
Dipoenata Wunderlich, 1988
- Dipoenata balboae (Chickering, 1943)
- Dipoenata cana Kritscher, 1996
- Dipoenata canariensis (Wunderlich, 1987)
- Dipoenata conica (Chickering, 1943)
- Dipoenata flavitarsis Wunderlich, 1992
- Dipoenata longitarsis (Denis, 1962)
- Dipoenata morosa (Bryant, 1948)

## Dipoenura
Dipoenura Simon, 1909
- Dipoenura aplustra Zhu & Zhang, 1997
- Dipoenura cyclosoides (Simon, 1895)
- Dipoenura fimbriata Simon, 1909
- Dipoenura quadrifida Simon, 1909

## Echinotheridion
Echinotheridion Levi, 1963
- Echinotheridion andresito Ramírez & González, 1999
- Echinotheridion cartum Levi, 1963
- Echinotheridion elicolum Levi, 1963
- Echinotheridion gibberosum (Kulczyński, 1899)
- Echinotheridion levii Ramírez & González, 1999
- Echinotheridion lirum Marques & Buckup, 1989
- Echinotheridion otlum Levi, 1963
- Echinotheridion urarum Buckup & Marques, 1989
- Echinotheridion utibile (Keyserling, 1884)

## Emertonella
Emertonella Bryant, 1945
- Emertonella emertoni (Bryant, 1933)
- Emertonella taczanowskii (Keyserling, 1886)

## Enoplognatha
Enoplognatha Pavesi, 1880
- Enoplognatha abrupta (Karsch, 1879)
- Enoplognatha afrodite Hippa & Oksala, 1983
- Enoplognatha almeriensis Bosmans & Van Keer, 1999
- Enoplognatha apaya Barrion & Litsinger, 1995
- Enoplognatha bidens Simon, 1908
- Enoplognatha biskrensis Denis, 1945
- Enoplognatha bobaiensis Zhu, 1998
- Enoplognatha cariasoi Barrion & Litsinger, 1995
- Enoplognatha caricis (Fickert, 1876)
- Enoplognatha carinata Bosmans & Van Keer, 1999
- Enoplognatha deserta Levy & Amitai, 1981
- Enoplognatha diodonta Zhu & Zhang, 1992
- Enoplognatha diversa (Blackwall, 1859)
- Enoplognatha franzi Wunderlich, 1995
- Enoplognatha gemina Bosmans & Van Keer, 1999
- Enoplognatha gershomi Bosmans & Van Keer, 1999
- Enoplognatha giladensis (Levy & Amitai, 1982)
- Enoplognatha gramineusa Zhu, 1998
- Enoplognatha hermani Bosmans & Van Keer, 1999
- Enoplognatha inornata O. P.-Cambridge, 1904
- Enoplognatha intrepida (Sørensen, 1898)
- Enoplognatha joshua Chamberlin & Ivie, 1942
- Enoplognatha juninensis (Keyserling, 1884)
- Enoplognatha kalaykayina Barrion & Litsinger, 1995
- Enoplognatha latimana Hippa & Oksala, 1982
- Enoplognatha lordosa Zhu & Song, 1992
- Enoplognatha macrochelis Levy & Amitai, 1981
- Enoplognatha malapahabanda Barrion & Litsinger, 1995
- Enoplognatha mandibularis (Lucas, 1846)
- Enoplognatha margarita Yaginuma, 1964
- Enoplognatha mariae Bosmans & Van Keer, 1999
- Enoplognatha maricopa Levi, 1962
- Enoplognatha marmorata (Hentz, 1850)
- Enoplognatha maysanga Barrion & Litsinger, 1995
- Enoplognatha mediterranea Levy & Amitai, 1981
- Enoplognatha melanicruciata Saito, 1939
- Enoplognatha molesta O. P.-Cambridge, 1904
- Enoplognatha monstrabilis Marusik & Logunov, 2002
- Enoplognatha mordax (Thorell, 1875)
- Enoplognatha nigromarginata (Lucas, 1846)
- Enoplognatha oelandica (Thorell, 1875)
- Enoplognatha oreophila (Simon, 1894)
- Enoplognatha orientalis Schenkel, 1963
- Enoplognatha ovata (Clerck, 1757)
- Enoplognatha parathoracica Levy & Amitai, 1981
- Enoplognatha penelope Hippa & Oksala, 1982
- Enoplognatha peruviana Chamberlin, 1916
- Enoplognatha philippinensis Barrion & Litsinger, 1995
- Enoplognatha procerula Simon, 1909
- Enoplognatha pulatuberculata Barrion & Litsinger, 1995
- Enoplognatha puno Levi, 1962
- Enoplognatha qiuae Zhu, 1998
- Enoplognatha quadripunctata Simon, 1884
- Enoplognatha robusta Thorell, 1898
- Enoplognatha sattleri Bösenberg, 1895
- Enoplognatha selma Chamberlin & Ivie, 1946
- Enoplognatha serratosignata (L. Koch, 1879)
- Enoplognatha tadzhica Sytshevskaja, 1975
- Enoplognatha testacea Simon, 1884
- Enoplognatha thoracica (Hahn, 1833)
- Enoplognatha turkestanica Charitonov, 1946
- Enoplognatha tuybaana Barrion & Litsinger, 1995
- Enoplognatha verae Bosmans & Van Keer, 1999
- Enoplognatha wyuta Chamberlin & Ivie, 1942
- Enoplognatha yelpantrapensis Barrion & Litsinger, 1995
- Enoplognatha zapfeae Levi, 1962

## Episinus
Episinus Walckenaer, in Latreille, 1809
- Episinus affinis Bösenberg & Strand, 1906
- Episinus albostriatus (Simon, 1895)
- Episinus algiricus Lucas, 1846
- Episinus amoenus Banks, 1911
- Episinus angulatus (Blackwall, 1836)
- Episinus antipodianus O. P.-Cambridge, 1879
- Episinus aspus Levi, 1964
- Episinus bicorniger (Simon, 1894)
- Episinus bicornis (Thorell, 1881)
- Episinus bicruciatus (Simon, 1895)
- Episinus bifrons (Thorell, 1895)
- Episinus bigibbosus O. P.-Cambridge, 1896
- Episinus bilineatus Simon, 1894
- Episinus bimucronatus (Simon, 1895)
- Episinus bishopi (Lessert, 1929)
- Episinus bruneoviridis (Mello-Leitão, 1948)
- Episinus cavernicola (Kulczyński, 1897)
- Episinus chiapensis Levi, 1955
- Episinus chikunii Yoshida, 1985
- Episinus cognatus O. P.-Cambridge, 1893
- Episinus colima Levi, 1955
- Episinus conifer (Urquhart, 1886)
- Episinus crysus Buckup & Marques, 1992
- Episinus cuzco Levi, 1967
- Episinus dominicus Levi, 1955
- Episinus emanus Levi, 1964
- Episinus erythrophthalmus (Simon, 1894)
- Episinus fontinalis Levy, 1985
- Episinus garisus Buckup & Marques, 1992
- Episinus gibbus Zhu & Wang, 1995
- Episinus gratiosus Bryant, 1940
- Episinus hickmani Caporiacco, 1949
- Episinus immundus (Keyserling, 1884)
- Episinus implexus (Simon, 1894)
- Episinus israeliensis Levy, 1985
- Episinus juarezi Levi, 1955
- Episinus kitazawai Yaginuma, 1958
- Episinus longabdomenus Zhu, 1998
- Episinus luteolimbatus (Thorell, 1898)
- Episinus macrops Simon, 1903
- Episinus maculipes Cavanna, 1876
  - Episinus maculipes numidicus Kulczyński, 1905
- Episinus maderianus Kulczyński, 1905
- Episinus makiharai Okuma, 1994
- Episinus malachinus (Simon, 1895)
- Episinus marginatus (Thorell, 1898)
- Episinus marignaci (Lessert, 1933)
- Episinus meruensis Tullgren, 1910
- Episinus modestus (Thorell, 1898)
- Episinus moyobamba Levi, 1964
- Episinus mucronatus (Simon, 1894)
- Episinus nadleri Levi, 1955
- Episinus nebulosus (Simon, 1895)
- Episinus nubilus Yaginuma, 1960
- Episinus ocreatus (Simon, 1909)
- Episinus panamensis Levi, 1955
- Episinus pictus (Simon, 1895)
- Episinus porteri (Simon, 1901)
- Episinus punctisparsus Yoshida, 1983
- Episinus putus O. P.-Cambridge, 1894
- Episinus pyrus Levi, 1964
- Episinus recifensis Levi, 1964
- Episinus rhomboidalis (Simon, 1895)
- Episinus rio Levi, 1967
- Episinus salobrensis (Simon, 1895)
- Episinus similanus Urquhart, 1893
- Episinus similitudus Urquhart, 1893
- Episinus taibeli Caporiacco, 1949
- Episinus taprobanicus (Simon, 1895)
- Episinus teresopolis Levi, 1964
- Episinus theridioides Simon, 1873
- Episinus truncatus Latreille, 1809
- Episinus typicus (Nicolet, 1849)
- Episinus unitus Levi, 1964
- Episinus variacorneus Chen, Peng & Zhao, 1992
- Episinus vaticus Levi, 1964
- Episinus xiushanicus Zhu, 1998
- Episinus yoshidai Okuma, 1994
- Episinus zurlus Levi, 1964

## Euryopis
Euryopis Menge, 1868
- Euryopis aeneocincta Simon, 1877
- Euryopis albomaculata Denis, 1951
- Euryopis argentea Emerton, 1882
- Euryopis bifascigera Strand, 1913
- Euryopis californica Banks, 1904
- Euryopis camis Levi, 1963
- Euryopis campestrata Simon, 1907
- Euryopis chatchikovi Ponomarev, 2005
- Euryopis clarus Ponomarev, 2005
- Euryopis cobreensis Levi, 1963
- Euryopis coki Levi, 1954
- Euryopis cyclosisa Zhu & Song, 1997
- Euryopis dentigera Simon, 1879
- Euryopis deplanata Schenkel, 1936
- Euryopis duodecimguttata Caporiacco, 1950
- Euryopis elegans Keyserling, 1890
- Euryopis elenae González, 1991
- Euryopis episinoides (Walckenaer, 1847)
- Euryopis estebani González, 1991
- Euryopis flavomaculata (C. L. Koch, 1836)
- Euryopis formosa Banks, 1908
- Euryopis funebris (Hentz, 1850)
- Euryopis galeiforma Zhu, 1998
- Euryopis gertschi Levi, 1951
- Euryopis giordanii Caporiacco, 1950
- Euryopis hebraea Levy & Amitai, 1981
- Euryopis helcra Roberts, 1983
- Euryopis iharai Yoshida, 1992
- Euryopis jucunda Thorell, 1895
- Euryopis laeta (Westring, 1861)
- Euryopis levii Heimer, 1987
- Euryopis lineatipes O. P.-Cambridge, 1893
- Euryopis maga Simon, 1908
- Euryopis margaritata (L. Koch, 1867)
- Euryopis megalops (Caporiacco, 1934)
- Euryopis molopica Thorell, 1895
- Euryopis mulaiki Levi, 1954
- Euryopis multipunctata (Simon, 1895)
- Euryopis mutoloi Caporiacco, 1948
- Euryopis nana (O. P.-Cambridge, 1879)
- Euryopis nigra Yoshida, 2000
- Euryopis notabilis (Keyserling, 1891)
- Euryopis nubila Simon, 1889
- Euryopis octomaculata (Paik, 1995)
- Euryopis orsovensis Kulczyński, 1894
- Euryopis pepini Levi, 1954
- Euryopis petricola (Hickman, 1951)
- Euryopis pickardi Levi, 1963
- Euryopis pilosa Miller, 1970
- Euryopis potteri Simon, 1901
- Euryopis praemitis Simon, 1909
- Euryopis promo González, 1991
- Euryopis quinqueguttata Thorell, 1875
- Euryopis quinquemaculata Banks, 1900
- Euryopis sagittata (O. P.-Cambridge, 1885)
- Euryopis saukea Levi, 1951
- Euryopis scriptipes Banks, 1908
- Euryopis sexalbomaculata (Lucas, 1846)
- Euryopis sexmaculata Hu, 2001
- Euryopis spinifera (Mello-Leitão, 1944)
- Euryopis spinigera O. P.-Cambridge, 1895
- Euryopis spiritus Levi, 1954
- Euryopis splendens (Rainbow, 1916)
- Euryopis splendida (Simon, 1889)
- Euryopis superba (Rainbow, 1896)
- Euryopis talaveraensis González, 1991
- Euryopis tavara Levi, 1954
- Euryopis texana Banks, 1908
- Euryopis tribulata Simon, 1905
- Euryopis umbilicata L. Koch, 1872
- Euryopis varis Levi, 1963
- Euryopis venutissima (Caporiacco, 1934)
- Euryopis weesei Levi, 1963

## Eurypoena
Eurypoena Wunderlich, 1992
- Eurypoena tuberosa (Wunderlich, 1987)
  - Eurypoena tuberosa alegranzaensis Wunderlich, 1992

## Exalbidion
Exalbidion Wunderlich, 1995
- Exalbidion barroanum (Levi, 1959)
- Exalbidion dotanum (Banks, 1914)
- Exalbidion pallisterorum (Levi, 1959)
- Exalbidion rufipunctum (Levi, 1959)
- Exalbidion sexmaculatum (Keyserling, 1884)

## Faiditus
Faiditus Keyserling, 1884
- Faiditus acuminatus (Keyserling, 1891)
- Faiditus affinis (O. P.-Cambridge, 1880)
- Faiditus alticeps (Keyserling, 1891)
- Faiditus altus (Keyserling, 1891)
- Faiditus amates (Exline & Levi, 1962)
- Faiditus americanus (Taczanowski, 1874)
- Faiditus amplifrons (O. P.-Cambridge, 1880)
- Faiditus analiae (González & Carmen, 1996)
- Faiditus arthuri (Exline & Levi, 1962)
- Faiditus atopus (Chamberlin & Ivie, 1936)
- Faiditus bryantae (Exline & Levi, 1962)
- Faiditus cancellatus (Hentz, 1850)
- Faiditus caronae (González & Carmen, 1996)
- Faiditus caudatus (Taczanowski, 1874)
- Faiditus chicaensis (González & Carmen, 1996)
- Faiditus chickeringi (Exline & Levi, 1962)
- Faiditus cochleaformus (Exline, 1945)
- Faiditus convolutus (Exline & Levi, 1962)
- Faiditus cordillera (Exline, 1945)
- Faiditus cristinae (González & Carmen, 1996)
- Faiditus cubensis (Exline & Levi, 1962)
- Faiditus darlingtoni (Exline & Levi, 1962)
- Faiditus davisi (Exline & Levi, 1962)
- Faiditus dracus (Chamberlin & Ivie, 1936)
- Faiditus duckensis (González & Carmen, 1996)
- Faiditus ecaudatus Keyserling, 1884
- Faiditus exiguus (Exline & Levi, 1962)
- Faiditus fulvus (Exline & Levi, 1962)
- Faiditus gapensis (Exline & Levi, 1962)
- Faiditus gertschi (Exline & Levi, 1962)
- Faiditus globosus (Keyserling, 1884)
- Faiditus godmani (Exline & Levi, 1962)
- Faiditus iguazuensis (González & Carmen, 1996)
- Faiditus jamaicensis (Exline & Levi, 1962)
- Faiditus laraensis (González & Carmen, 1996)
- Faiditus leonensis (Exline & Levi, 1962)
- Faiditus maculosus (O. P.-Cambridge, 1898)
- Faiditus mariae (González & Carmen, 1996)
- Faiditus morretensis (González & Carmen, 1996)
- Faiditus nataliae (González & Carmen, 1996)
- Faiditus peruensis (Exline & Levi, 1962)
- Faiditus plaumanni (Exline & Levi, 1962)
- Faiditus proboscifer (Exline, 1945)
- Faiditus quasiobtusus (Exline & Levi, 1962)
- Faiditus rossi (Exline & Levi, 1962)
- Faiditus sicki (Exline & Levi, 1962)
- Faiditus solidao (Levi, 1967)
- Faiditus spinosus (Keyserling, 1884)
- Faiditus striatus (Keyserling, 1891)
- Faiditus subdolus (O. P.-Cambridge, 1898)
- Faiditus subflavus (Exline & Levi, 1962)
- Faiditus sullana (Exline, 1945)
- Faiditus taeter (Exline & Levi, 1962)
- Faiditus ululans (O. P.-Cambridge, 1880)
- Faiditus vadoensis (González & Carmen, 1996)
- Faiditus woytkowskii (Exline & Levi, 1962)
- Faiditus xiphias (Thorell, 1887)
- Faiditus yacuiensis (González & Carmen, 1996)
- Faiditus yutoensis (González & Carmen, 1996)

## Gmogala
Gmogala Keyserling, 1890
- Gmogala scarabaeus Keyserling, 1890

## Guaraniella
Guaraniella Baert, 1984
- Guaraniella bracata Baert, 1984
- Guaraniella mahnerti Baert, 1984

## Hadrotarsus
Hadrotarsus Thorell, 1881
- Hadrotarsus babirussa Thorell, 1881
- Hadrotarsus fulvus Hickman, 1943
- Hadrotarsus ornatus Hickman, 1943
- Hadrotarsus setosus Hickman, 1943
- Hadrotarsus yamius Wang, 1955

## Helvibis
Helvibis Keyserling, 1884
- Helvibis brasiliana (Keyserling, 1884)
- Helvibis chilensis (Keyserling, 1884)
- Helvibis germaini Simon, 1895
- Helvibis infelix (O. P.-Cambridge, 1880)
- Helvibis longicauda Keyserling, 1891
- Helvibis longistyla (F. O. P.-Cambridge, 1902)
- Helvibis monticola Keyserling, 1891
- Helvibis rossi Levi, 1964
- Helvibis thorelli Keyserling, 1884
- Helvibis tingo Levi, 1964

## Helvidia
Helvidia Thorell, 1890
- Helvidia scabricula Thorell, 1890

## Hentziectypus
Hentziectypus Archer, 1946
- Hentziectypus annus (Levi, 1959)
- Hentziectypus apex (Levi, 1959)
- Hentziectypus conjunctus (Gertsch & Mulaik, 1936)
- Hentziectypus florendidus (Levi, 1959)
- Hentziectypus florens (O. P.-Cambridge, 1896)
- Hentziectypus globosus (Hentz, 1850)
- Hentziectypus hermosillo (Levi, 1959)
- Hentziectypus schullei (Gertsch & Mulaik, 1936)
- Hentziectypus serax (Levi, 1959)
- Hentziectypus turquino (Levi, 1959)

## Heterotheridion
Heterotheridion Wunderlich, 2008
- Heterotheridion nigrovariegatum (Simon, 1873)

## Hetschkia
Hetschkia Keyserling, 1886
- Hetschkia gracilis Keyserling, 1886

## Histagonia
Histagonia Simon, 1895
- Histagonia deserticola Simon, 1895

## Icona
Icona Forster, 1955
- Icona alba Forster, 1955
- Icona drama Forster, 1964

## Jamaitidion
Jamaitidion Wunderlich, 1995
- Jamaitidion jamaicense (Levi, 1959)

## Kochiura
Kochiura Archer, 1950
- Kochiura attrita (Nicolet, 1849)
- Kochiura aulica (C. L. Koch, 1838)
- Kochiura casablanca (Levi, 1963)
- Kochiura decolorata (Keyserling, 1886)
- Kochiura ocellata (Nicolet, 1849)
- Kochiura rosea (Nicolet, 1849)
- Kochiura temuco (Levi, 1963)

## Landoppo
Landoppo Barrion & Litsinger, 1995
- Landoppo misamisoriensis Barrion & Litsinger, 1995

## Lasaeola
Lasaeola Simon, 1881
- Lasaeola atopa (Chamberlin, 1949)
- Lasaeola bequaerti (Chickering, 1948)
- Lasaeola donaldi (Chickering, 1943)
- Lasaeola oceanica Simon, 1883
- Lasaeola okinawana (Yoshida & Ono, 2000)
- Lasaeola prona (Menge, 1868)
- Lasaeola spinithorax (Keyserling, 1886)
- Lasaeola superba (Chickering, 1948)
- Lasaeola testaceomarginata Simon, 1881
- Lasaeola tristis (Hahn, 1833)
  - Lasaeola tristis hissariensis (Charitonov, 1951)
- Lasaeola yona (Yoshida & Ono, 2000)
- Lasaeola yoshidai (Ono, 1991)

## Latrodectus
Latrodectus Walckenaer, 1805
- Latrodectus antheratus (Badcock, 1932)
- Latrodectus apicalis Butler, 1877
- Latrodectus bishopi Kaston, 1938
- Latrodectus cinctus Blackwall, 1865
- Latrodectus corallinus Abalos, 1980
- Latrodectus curacaviensis (Müller, 1776)
- Latrodectus dahli Levi, 1959
- Latrodectus diaguita Carcavallo, 1960
- Latrodectus elegans Thorell, 1898
- Latrodectus erythromelas Schmidt & Klaas, 1991
- Latrodectus geometricus C. L. Koch, 1841
- Latrodectus hasselti Thorell, 1870
- Latrodectus hesperus Chamberlin & Ivie, 1935
- Latrodectus hystrix Simon, 1890
- Latrodectus indistinctus O. P.-Cambridge, 1904
- Latrodectus karrooensis Smithers, 1944
- Latrodectus katipo Powell, 1871
- Latrodectus lilianae Melic, 2000
- Latrodectus mactans (Fabricius, 1775)
- Latrodectus menavodi Vinson, 1863
- Latrodectus mirabilis (Holmberg, 1876)
- Latrodectus obscurior Dahl, 1902
- Latrodectus pallidus O. P.-Cambridge, 1872
- Latrodectus quartus Abalos, 1980
- Latrodectus renivulvatus Dahl, 1902
- Latrodectus revivensis Shulov, 1948
- Latrodectus rhodesiensis Mackay, 1972
- Latrodectus tredecimguttatus (Rossi, 1790)
- Latrodectus variegatus Nicolet, 1849
- Latrodectus variolus Walckenaer, 1837

## Macaridion
Macaridion Wunderlich, 1992
- Macaridion barreti (Kulczyński, 1899)

## Magnopholcomma
Magnopholcomma Wunderlich, 2008
- Magnopholcomma globulus Wunderlich, 2008

## Molione
Molione Thorell, 1892
- Molione christae Yoshida, 2003
- Molione kinabalu Yoshida, 2003
- Molione triacantha Thorell, 1892
- Molione trispinosa (O. P.-Cambridge, 1873)
- Molione uniacantha Wunderlich, 1995

## Moneta
Moneta O. P.-Cambridge, 1870
- Moneta australis (Keyserling, 1890)
- Moneta caudifera (Dönitz & Strand, 1906)
- Moneta coercervea (Roberts, 1978)
- Moneta conifera (Urquhart, 1887)
- Moneta grandis Simon, 1905
- Moneta hunanica Zhu, 1998
- Moneta longicauda Simon, 1908
- Moneta mirabilis (Bösenberg & Strand, 1906)
- Moneta orientalis Simon, 1909
- Moneta spinigera O. P.-Cambridge, 1870
- Moneta spinigeroides (Zhu & Song, 1992)
- Moneta subspinigera Zhu, 1998
- Moneta tanikawai (Yoshida, 1991)
- Moneta triquetra Simon, 1889
- Moneta tumida Zhu, 1998
- Moneta tumulicola Zhu, 1998
- Moneta uncinata Zhu, 1998
- Moneta variabilis Rainbow, 1920
- Moneta yoshimurai (Yoshida, 1983)

## Monetoculus
Monetoculus Wunderlich, 2008
- Monetoculus parvus Wunderlich, 2008

## Nanume
Nanume Saaristo, 2006
- Nanume naneum (Roberts, 1983)

## Neospintharus
Neospintharus Exline, 1950
- Neospintharus baboquivari (Exline & Levi, 1962)
- Neospintharus bicornis (O. P.-Cambridge, 1880)
- Neospintharus concisus (Exline & Levi, 1962)
- Neospintharus fur (Bösenberg & Strand, 1906)
- Neospintharus furcatus (O. P.-Cambridge, 1894)
- Neospintharus nipponicus (Kumada, 1990)
- Neospintharus obscurus (Keyserling, 1884)
- Neospintharus parvus Exline, 1950
- Neospintharus rioensis (Exline & Levi, 1962)
- Neospintharus syriacus (O. P.-Cambridge, 1872)
- Neospintharus triangularis (Taczanowski, 1873)
- Neospintharus trigonum (Hentz, 1850)

## Neottiura
Neottiura Menge, 1868
- Neottiura bimaculata (Linnaeus, 1767)
  - Neottiura bimaculata pellucida (Simon, 1873)
- Neottiura curvimana (Simon, 1914)
- Neottiura herbigrada (Simon, 1873)
- Neottiura margarita (Yoshida, 1985)
- Neottiura suaveolens (Simon, 1879)
- Neottiura uncinata (Lucas, 1846)

## Nesticodes
Nesticodes Archer, 1950
- Nesticodes rufipes (Lucas, 1846)

## Nipponidion
Nipponidion Yoshida, 2001
- Nipponidion okinawense Yoshida, 2001
- Nipponidion yaeyamense (Yoshida, 1993)

## Nojimaia
Nojimaia Yoshida, 2009
- Nojimaia nipponica Yoshida, 2009

## Ohlertidion
Ohlertidion Wunderlich, 2008
- Ohlertidion lundbecki (Sørensen, 1898)
- Ohlertidion ohlerti (Thorell, 1870)
- Ohlertidion thaleri (Marusik, 1988)

## Okumaella
Okumaella Yoshida, 2009
- Okumaella okumae (Yoshida, 1988)

## Paidiscura
Paidiscura Archer, 1950
- Paidiscura dromedaria (Simon, 1880)
- Paidiscura orotavensis (Schmidt, 1968)
- Paidiscura pallens (Blackwall, 1834)
- Paidiscura subpallens (Bösenberg & Strand, 1906)

## Parasteatoda
Parasteatoda Archer, 1946
- Parasteatoda angulithorax (Bösenberg & Strand, 1906)
- Parasteatoda asiatica (Bösenberg & Strand, 1906)
- Parasteatoda brookesiana (Barrion & Litsinger, 1995)
- Parasteatoda campanulata (Chen, 1993)
- Parasteatoda camura (Simon, 1877)
- Parasteatoda celsadomina (Zhu, 1998)
- Parasteatoda cingulata (Zhu, 1998)
- Parasteatoda culicivora (Bösenberg & Strand, 1906)
- Parasteatoda daliensis (Zhu, 1998)
- Parasteatoda decorata (L. Koch, 1867)
- Parasteatoda ducta (Zhu, 1998)
- Parasteatoda ferrumequina (Bösenberg & Strand, 1906)
- Parasteatoda galeiforma (Zhu, Zhang & Xu, 1991)
- Parasteatoda gui (Zhu, 1998)
- Parasteatoda hammeni (Chrysanthus, 1963)
- Parasteatoda hatsushibai Yoshida, 2009
- Parasteatoda japonica (Bösenberg & Strand, 1906)
- Parasteatoda jinghongensis (Zhu, 1998)
- Parasteatoda kaindi (Levi, Lubin & Robinson, 1982)
- Parasteatoda kompirensis (Bösenberg & Strand, 1906)
- Parasteatoda lanyuensis (Yoshida, Tso & Severinghaus, 2000)
- Parasteatoda longiducta (Zhu, 1998)
- Parasteatoda lunata (Clerck, 1757)
  - Parasteatoda lunata serrata (Franganillo, 1930)
- Parasteatoda mundula (L. Koch, 1872)
  - Parasteatoda mundula papuana (Chrysanthus, 1963)
- Parasteatoda oculiprominens (Saito, 1939)
- Parasteatoda oxymaculata (Zhu, 1998)
- Parasteatoda polygramma (Kulczyński, 1911)
- Parasteatoda quadrimaculata (Yoshida, Tso & Severinghaus, 2000)
- Parasteatoda ryukyu (Yoshida, 2000)
- Parasteatoda simulans (Thorell, 1875)
- Parasteatoda songi (Zhu, 1998)
- Parasteatoda subtabulata (Zhu, 1998)
- Parasteatoda subvexa (Zhu, 1998)
- Parasteatoda tabulata (Levi, 1980)
- Parasteatoda tepidariorum (C. L. Koch, 1841)
  - Parasteatoda tepidariorum australis (Thorell, 1895)
- Parasteatoda tesselata (Keyserling, 1884)
- Parasteatoda transipora (Zhu & Zhang, 1992)
- Parasteatoda triangula (Yoshida, 1993)
- Parasteatoda valoka (Chrysanthus, 1975)
- Parasteatoda vervoorti (Chrysanthus, 1975)
- Parasteatoda wau (Levi, Lubin & Robinson, 1982)

## Paratheridula
Paratheridula Levi, 1957
- Paratheridula perniciosa (Keyserling, 1886)

## Pholcomma
Pholcomma Thorell, 1869
- Pholcomma antipodianum (Forster, 1955)
- Pholcomma barnesi Levi, 1957
- Pholcomma carota Levi, 1957
- Pholcomma gibbum (Westring, 1851)
- Pholcomma hickmani Forster, 1964
- Pholcomma hirsutum Emerton, 1882
- Pholcomma mantinum Levi, 1964
- Pholcomma micropunctatum (Mello-Leitão, 1941)
- Pholcomma soloa (Marples, 1955)
- Pholcomma tokyoense Ono, 2007
- Pholcomma turbotti (Marples, 1956)
- Pholcomma yunnanense Song & Zhu, 1994

## Phoroncidia
Phoroncidia Westwood, 1835
- Phoroncidia aciculata Thorell, 1877
- Phoroncidia aculeata Westwood, 1835
- Phoroncidia alishanensis Chen, 1990
- Phoroncidia altiventris Yoshida, 1985
- Phoroncidia alveolata (Simon, 1903)
- Phoroncidia americana (Emerton, 1882)
- Phoroncidia argoides (Doleschall, 1857)
- Phoroncidia aurata O. P.-Cambridge, 1877
- Phoroncidia bifrons (Simon, 1895)
- Phoroncidia biocellata (Simon, 1893)
- Phoroncidia bukolana Barrion & Litsinger, 1995
- Phoroncidia capensis (Simon, 1895)
- Phoroncidia coracina (Simon, 1899)
- Phoroncidia cribrata (Simon, 1893)
- Phoroncidia crustula Zhu, 1998
- Phoroncidia cygnea (Hickman, 1951)
- Phoroncidia eburnea (Simon, 1895)
- Phoroncidia ellenbergeri Berland, 1913
- Phoroncidia escalerai (Simon, 1903)
- Phoroncidia flavolimbata (Simon, 1893)
- Phoroncidia fumosa (Nicolet, 1849)
- Phoroncidia gayi (Nicolet, 1849)
- Phoroncidia gira Levi, 1964
- Phoroncidia hankiewiczi (Kulczyński, 1911)
- Phoroncidia hexacantha Thorell, 1890
- Phoroncidia jacobsoni (Reimoser, 1925)
- Phoroncidia kibonotensis (Tullgren, 1910)
  - Phoroncidia kibonotensis concolor (Caporiacco, 1949)
- Phoroncidia levii Chrysanthus, 1963
- Phoroncidia longiceps (Keyserling, 1886)
- Phoroncidia lygeana (Walckenaer, 1842)
- Phoroncidia maindroni (Simon, 1905)
- Phoroncidia minschana (Schenkel, 1936)
- Phoroncidia minuta (Spassky, 1932)
- Phoroncidia moyobamba Levi, 1964
- Phoroncidia musiva (Simon, 1880)
- Phoroncidia nasuta (O. P.-Cambridge, 1873)
- Phoroncidia nicoleti (Roewer) (Roewer, 1942)
- Phoroncidia nicoleti (Levi) (Levi, 1964)
- Phoroncidia oahuensis (Simon, 1900)
- Phoroncidia paradoxa (Lucas, 1846)
- Phoroncidia pennata (Nicolet, 1849)
- Phoroncidia personata (L. Koch, 1872)
- Phoroncidia pilula (Karsch, 1879)
- Phoroncidia pilula (Simon, 1895)
- Phoroncidia pukeiwa (Marples, 1955)
- Phoroncidia puketoru (Marples, 1955)
- Phoroncidia puyehue Levi, 1967
- Phoroncidia quadrata (O. P.-Cambridge, 1879)
- Phoroncidia quadrispinella Strand, 1907
- Phoroncidia ravot Levi, 1964
- Phoroncidia reimoseri Levi, 1964
- Phoroncidia rotunda (Keyserling, 1890)
- Phoroncidia rubens Thorell, 1899
- Phoroncidia rubroargentea Berland, 1913
- Phoroncidia rubromaculata (Keyserling, 1886)
- Phoroncidia ryukyuensis Yoshida, 1979
- Phoroncidia saboya Levi, 1964
- Phoroncidia scutellata (Taczanowski, 1879)
- Phoroncidia scutula (Nicolet, 1849)
- Phoroncidia septemaculeata O. P.-Cambridge, 1873
- Phoroncidia sextuberculata (Keyserling, 1890)
- Phoroncidia sjostedti Tullgren, 1910
- Phoroncidia spissa (Nicolet, 1849)
- Phoroncidia splendida Thorell, 1899
- Phoroncidia studo Levi, 1964
- Phoroncidia testudo (O. P.-Cambridge, 1873)
- Phoroncidia thwaitesi O. P.-Cambridge, 1869
- Phoroncidia tina Levi, 1964
- Phoroncidia tricuspidata (Blackwall, 1863)
- Phoroncidia trituberculata (Hickman, 1951)
- Phoroncidia triunfo Levi, 1964
- Phoroncidia truncatula (Strand, 1909)
- Phoroncidia umbrosa (Nicolet, 1849)
- Phoroncidia variabilis (Nicolet, 1849)

## Phycosoma
Phycosoma O. P.-Cambridge, 1879
- Phycosoma altum (Keyserling, 1886)
- Phycosoma amamiense (Yoshida, 1985)
- Phycosoma excisum (Simon, 1889)
- Phycosoma flavomarginatum (Bösenberg & Strand, 1906)
- Phycosoma inornatum (O. P.-Cambridge, 1861)
- Phycosoma jamesi (Roberts, 1979)
- Phycosoma japonicum (Yoshida, 1985)
- Phycosoma lineatipes (Bryant, 1933)
- Phycosoma martinae (Roberts, 1983)
- Phycosoma menustya (Roberts, 1983)
- Phycosoma mustelinum (Simon, 1889)
- Phycosoma nigromaculatum (Yoshida, 1987)
- Phycosoma oecobioides O. P.-Cambridge, 1879
- Phycosoma spundana (Roberts, 1978)

## Phylloneta
Phylloneta Archer, 1950
- Phylloneta impressa (L. Koch, 1881)
- Phylloneta pictipes (Keyserling, 1884)
- Phylloneta sisyphia (Clerck, 1757)
  - Phylloneta sisyphia foliifera (Thorell, 1875)
  - Phylloneta sisyphia torandae (Strand, 1917)

## Platnickina
Platnickina Koçak & Kemal, 2008:
- Platnickina alabamensis (Gertsch & Archer, 1942)
- Platnickina antoni (Keyserling, 1884)
- Platnickina kijabei (Berland, 1920)
- Platnickina maculata (Yoshida, 2001)
- Platnickina mneon (Bösenberg & Strand, 1906)
- Platnickina nigropunctata (Lucas, 1846)
- Platnickina punctosparsa (Emerton, 1882)
- Platnickina qionghaiensis (Zhu, 1998)
- Platnickina sterninotata (Bösenberg & Strand, 1906)
- Platnickina tincta (Walckenaer, 1802)

## Proboscidula
Proboscidula Miller, 1970
- Proboscidula loricata Miller, 1970
- Proboscidula milleri Knoflach, 1995

## Propostira
Propostira Simon, 1894
- Propostira quadrangulata Simon, 1894
- Propostira ranii Bhattacharya, 1935

## Pycnoepisinus
Pycnoepisinus Wunderlich, 2008
- Pycnoepisinus kilimandjaroensis Wunderlich, 2008

## Rhomphaea
Rhomphaea L. Koch, 1872
- Rhomphaea aculeata Thorell, 1898
- Rhomphaea affinis Lessert, 1936
- Rhomphaea altissima Mello-Leitão, 1941
- Rhomphaea angulipalpis Thorell, 1877
- Rhomphaea barycephala (Roberts, 1983)
- Rhomphaea brasiliensis Mello-Leitão, 1920
- Rhomphaea ceraosus (Zhu & Song, 1991)
- Rhomphaea cometes L. Koch, 1872
- Rhomphaea cona (González & Carmen, 1996)
- Rhomphaea fictilium (Hentz, 1850)
- Rhomphaea hyrcana (Logunov & Marusik, 1990)
- Rhomphaea irrorata Thorell, 1898
- Rhomphaea labiata (Zhu & Song, 1991)
- Rhomphaea lactifera Simon, 1909
- Rhomphaea metaltissima Soares & Camargo, 1948
- Rhomphaea nasica (Simon, 1873)
- Rhomphaea oris (González & Carmen, 1996)
- Rhomphaea ornatissima Dyal, 1935
- Rhomphaea palmarensis (González & Carmen, 1996)
- Rhomphaea paradoxa (Taczanowski, 1873)
- Rhomphaea pignalitoensis (González & Carmen, 1996)
- Rhomphaea procera (O. P.-Cambridge, 1898)
- Rhomphaea projiciens O. P.-Cambridge, 1896
- Rhomphaea recurvata (Saaristo, 1978)
- Rhomphaea rostrata (Simon, 1873)
- Rhomphaea sagana (Dönitz & Strand, 1906)
- Rhomphaea sinica (Zhu & Song, 1991)
- Rhomphaea sjostedti Tullgren, 1910
- Rhomphaea tanikawai Yoshida, 2001
- Rhomphaea urquharti (Bryant, 1933)
- Rhomphaea velhaensis (González & Carmen, 1996)

## Robertus
Robertus O. P.-Cambridge, 1879
- Robertus alpinus Dresco, 1959
- Robertus arcticus (Chamberlin & Ivie, 1947)
- Robertus arundineti (O. P.-Cambridge, 1871)
- Robertus banksi (Kaston, 1946)
- Robertus borealis (Kaston, 1946)
- Robertus calidus Knoflach, 1995
- Robertus cantabricus Fage, 1931
- Robertus cardesensis Dresco, 1959
- Robertus crosbyi (Kaston, 1946)
- Robertus emeishanensis Zhu, 1998
- Robertus eremophilus Chamberlin, 1928
- Robertus floridensis (Kaston, 1946)
- Robertus frivaldszkyi (Chyzer, 1894)
- Robertus frontatus (Banks, 1892)
- Robertus fuscus (Emerton, 1894)
- Robertus golovatchi Eskov, 1987
- Robertus heydemanni Wiehle, 1965
- Robertus insignis O. P.-Cambridge, 1907
- Robertus kastoni Eskov, 1987
- Robertus kuehnae Bauchhenss & Uhlenhaut, 1993
- Robertus laticeps (Keyserling, 1884)
- Robertus lividus (Blackwall, 1836)
- Robertus longipalpus (Kaston, 1946)
- Robertus lyrifer Holm, 1939
- Robertus mazaurici (Simon, 1901)
- Robertus mediterraneus Eskov, 1987
- Robertus monticola Simon, 1914
- Robertus naejangensis Seo, 2005
- Robertus neglectus (O. P.-Cambridge, 1871)
- Robertus nipponicus Yoshida, 1995
- Robertus nojimai Yoshida, 2002
- Robertus ogatai Yoshida, 1995
- Robertus potanini Schenkel, 1963
- Robertus pumilus (Emerton, 1909)
- Robertus riparius (Keyserling, 1886)
- Robertus saitoi Yoshida, 1995
- Robertus scoticus Jackson, 1914
- Robertus sibiricus Eskov, 1987
- Robertus similis (Kaston, 1946)
- Robertus spinifer (Emerton, 1909)
- Robertus truncorum (L. Koch, 1872)
- Robertus ungulatus Vogelsanger, 1944
- Robertus ussuricus Eskov, 1987
- Robertus vigerens (Chamberlin & Ivie, 1933)

## Rugathodes
Rugathodes Archer, 1950
- Rugathodes acoreensis Wunderlich, 1992
- Rugathodes aurantius (Emerton, 1915)
- Rugathodes bellicosus (Simon, 1873)
- Rugathodes instabilis (O. P.-Cambridge, 1871)
- Rugathodes madeirensis Wunderlich, 1987
- Rugathodes nigrolimbatus (Yaginuma, 1972)
- Rugathodes pico (Merrett & Ashmole, 1989)
- Rugathodes sexpunctatus (Emerton, 1882)

## Sardinidion
Sardinidion Wunderlich, 1995
- Sardinidion blackwalli (O. P.-Cambridge, 1871)

## Selkirkiella
Selkirkiella Berland, 1924
- Selkirkiella alboguttata Berland, 1924
- Selkirkiella carelmapuensis (Levi, 1963)
- Selkirkiella luisi (Levi, 1967)
- Selkirkiella magallanes (Levi, 1963)
- Selkirkiella michaelseni (Simon, 1902)
- Selkirkiella purpurea (Nicolet, 1849)
- Selkirkiella ventrosa (Nicolet, 1849)
- Selkirkiella wellingtoni (Levi, 1967)

## Sesato
Sesato Saaristo, 2006
- Sesato setosa Saaristo, 2006

## Seycellesa
Seycellesa Koçak & Kemal, 2008
- Seycellesa braueri (Simon, 1898)

## Seycellocesa
Seycellocesa Koçak & Kemal, 2008
- Seycellocesa placens (Blackwall, 1877)
- Seycellocesa pulchellus (Walckenaer, 1802)
- Seycellocesa vittatus (C. L. Koch, 1836)

## Simitidion
Simitidion Wunderlich, 1992
- Simitidion agaricographum (Levy & Amitai, 1982)
- Simitidion lacuna Wunderlich, 1992
- Simitidion simile (C. L. Koch, 1836)

## Spheropistha
Spheropistha Yaginuma, 1957
- Spheropistha melanosoma Yaginuma, 1957
- Spheropistha miyashitai (Tanikawa, 1998)
- Spheropistha nigroris (Yoshida, Tso & Severinghaus, 2000)
- Spheropistha orbita (Zhu, 1998)

## Spinembolia
Spinembolia Saaristo, 2006
- Spinembolia clabnum (Roberts, 1978)

## Spintharus
Spintharus Hentz, 1850
- Spintharus argenteus Dyal, 1935
- Spintharus flavidus Hentz, 1850
- Spintharus gracilis Keyserling, 1886

## Steatoda
Steatoda Sundevall, 1833
- Steatoda adumbrata (Simon, 1908)
- Steatoda aethiopica (Simon, 1909)
- Steatoda alamosa Gertsch, 1960
- Steatoda alboclathrata (Simon, 1897)
- Steatoda albomaculata (De Geer, 1778)
  - Steatoda albomaculata infuscata (Schenkel, 1925)
- Steatoda amurica (Strand, 1907)
- Steatoda ancora (Grube, 1861)
- Steatoda ancorata (Holmberg, 1876)
- Steatoda andina (Keyserling, 1884)
- Steatoda apacheana Gertsch, 1960
- Steatoda atascadera Chamberlin & Ivie, 1942
- Steatoda atrocyanea (Simon, 1880)
- Steatoda autumnalis (Banks, 1898)
- Steatoda badia (Roewer, 1961)
- Steatoda bertkaui (Thorell, 1881)
- Steatoda bipunctata (Linnaeus, 1758)
- Steatoda borealis (Hentz, 1850)
- Steatoda bradyi (Strand, 1907)
- Steatoda capensis Hann, 1990
- Steatoda carbonaria (Simon, 1907)
  - Steatoda carbonaria minor (Simon, 1907)
- Steatoda caspia Ponomarev, 2007
- Steatoda castanea (Clerck, 1757)
- Steatoda chinchipe Levi, 1962
- Steatoda cingulata (Thorell, 1890)
- Steatoda connexa (O. P.-Cambridge, 1904)
- Steatoda craniformis Zhu & Song, 1992
- Steatoda dahli (Nosek, 1905)
- Steatoda diamantina Levi, 1962
- Steatoda distincta (Blackwall, 1859)
- Steatoda ephippiata (Thorell, 1875)
- Steatoda erigoniformis (O. P.-Cambridge, 1872)
- Steatoda fagei (Lawrence, 1964)
- Steatoda fallax (Blackwall, 1865)
- Steatoda felina (Simon, 1907)
- Steatoda foravae Dippenaar-Schoeman & Müller, 1992
- Steatoda grandis Banks, 1901
- Steatoda grossa (C. L. Koch, 1838)
  - Steatoda grossa obliterata (Franganillo, 1918)
  - Steatoda grossa strandi (Ermolajev, 1934)
- Steatoda gui Zhu, 1998
- Steatoda hespera Chamberlin & Ivie, 1933
- Steatoda hui Zhu, 1998
- Steatoda iheringi (Keyserling, 1886)
- Steatoda incomposita (Denis, 1957)
- Steatoda kiwuensis (Strand, 1913)
- Steatoda kuytunensis Zhu, 1998
- Steatoda latifasciata (Simon, 1873)
- Steatoda latrodectoides (Franganillo, 1913)
- Steatoda lawrencei Brignoli, 1983
- Steatoda lenzi (Strand, 1907)
- Steatoda leonardi (Thorell, 1898)
- Steatoda lepida (O. P.-Cambridge, 1879)
- Steatoda linzhiensis Hu, 2001
- Steatoda livens (Simon, 1894)
- Steatoda longurio (Simon, 1909)
- Steatoda mainlingensis (Hu & Li, 1987)
- Steatoda mainlingoides Yin et al., 2003
- Steatoda marmorata (Simon, 1910)
- Steatoda marta Levi, 1962
- Steatoda maura (Simon, 1909)
- Steatoda mexicana Levi, 1957
- Steatoda micans (Hogg, 1922)
- Steatoda minima (Denis, 1955)
- Steatoda moerens (Thorell, 1875)
- Steatoda moesta (O. P.-Cambridge, 1896)
- Steatoda morsitans (O. P.-Cambridge, 1885)
- Steatoda nahuana Gertsch, 1960
- Steatoda nasata (Chrysanthus, 1975)
- Steatoda ngipina Barrion & Litsinger, 1995
- Steatoda nigrimaculata Zhang, Chen & Zhu, 2001
- Steatoda nigrocincta O. P.-Cambridge, 1885
- Steatoda niveosignata (Simon, 1908)
- Steatoda nobilis (Thorell, 1875)
- Steatoda octonotata (Simon, 1908)
- Steatoda palomara Chamberlin & Ivie, 1935
- Steatoda pardalia Yin et al., 2003
- Steatoda paykulliana (Walckenaer, 1805)
  - Steatoda paykulliana obsoleta (Strand, 1908)
- Steatoda perakensis Simon, 1901
- Steatoda perspicillata  (Thorell, 1898)
- Steatoda phalerata  (Panzer, 1801)
- Steatoda picea (Thorell, 1899)
- Steatoda porteri (Simon, 1900)
- Steatoda punctulata (Marx, 1898)
- Steatoda quadrimaculata (O. P.-Cambridge, 1896)
- Steatoda quaesita (O. P.-Cambridge, 1896)
- Steatoda quinquenotata (Blackwall, 1865)
- Steatoda retorta González, 1987
- Steatoda rhombifera (Grube, 1861)
- Steatoda rubrocalceolata (Simon, 1907)
- Steatoda rufoannulata (Simon, 1899)
- Steatoda sabulosa (Tullgren, 1901)
- Steatoda sagax (Blackwall, 1865)
- Steatoda saltensis Levi, 1957
- Steatoda semideserta Ponomarev, 2005
- Steatoda seriata (Simon, 1899)
- Steatoda singoides (Tullgren, 1910)
- Steatoda sordidata O. P.-Cambridge, 1885
- Steatoda speciosa (Thorell, 1898)
- Steatoda subannulata (Kulczyński, 1911)
- Steatoda terastiosa Zhu, 1998
- Steatoda tigrina (Tullgren, 1910)
- Steatoda tortoisea Yin et al., 2003
- Steatoda transversa (Banks, 1898)
- Steatoda trianguloides Levy, 1991
- Steatoda triangulosa (Walckenaer, 1802)
  - Steatoda triangulosa concolor (Caporiacco, 1933)
- Steatoda tristis (Tullgren, 1910)
  - Steatoda tristis ruwenzorica (Strand, 1913)
- Steatoda truncata (Urquhart, 1888)
- Steatoda ulleungensis Paik, 1995
- Steatoda uncata Zhang, Chen & Zhu, 2001
- Steatoda variabilis (Berland, 1920)
- Steatoda variata Gertsch, 1960
  - Steatoda variata china Gertsch, 1960
- Steatoda variipes (Keyserling, 1884)
- Steatoda vaulogeri (Simon, 1909)
- Steatoda venator (Audouin, 1826)
- Steatoda violacea (Strand, 1906)
- Steatoda wangi Zhu, 1998
- Steatoda washona Gertsch, 1960
- Steatoda xerophila Levy & Amitai, 1982
- Steatoda xishuiensis Zhang, Chen & Zhu, 2001

## Stemmops
Stemmops O. P.-Cambridge, 1894
- Stemmops belavista Marques & Buckup, 1996
- Stemmops bicolor O. P.-Cambridge, 1894
- Stemmops cambridgei Levi, 1955
- Stemmops caranavi Marques & Buckup, 1996
- Stemmops carius Marques & Buckup, 1996
- Stemmops concolor Simon, 1897
- Stemmops cryptus Levi, 1955
- Stemmops forcipus Zhu, 1998
- Stemmops lina Levi, 1955
- Stemmops mellus Levi, 1964
- Stemmops nigrabdomenus Zhu, 1998
- Stemmops nipponicus Yaginuma, 1969
- Stemmops ornatus (Bryant, 1933)
- Stemmops orsus Levi, 1964
- Stemmops osorno (Levi, 1963)
- Stemmops questus Levi, 1955
- Stemmops salenas Marques & Buckup, 1996
- Stemmops servus Levi, 1964
- Stemmops subtilis (Simon, 1895)
- Stemmops vicosa Levi, 1964
- Stemmops victoria Levi, 1955

## Stoda
Stoda Saaristo, 2006
- Stoda libudum (Roberts, 1978)

## Styposis
Styposis Simon, 1894
- Styposis ajo Levi, 1960
- Styposis albula (Gertsch, 1960)
- Styposis camoteensis (Levi, 1967)
- Styposis chickeringi Levi, 1960
- Styposis clausis Levi, 1960
- Styposis colorados Levi, 1964
- Styposis flavescens Simon, 1894
- Styposis kahuziensis Miller, 1970
- Styposis lutea (Petrunkevitch, 1930)
- Styposis nicaraguensis Levi, 1960
- Styposis rancho Levi, 1960
- Styposis scleropsis Levi, 1960
- Styposis selis Levi, 1964
- Styposis tepus (Levi, 1967)

## Takayus
Takayus Yoshida, 2001
- Takayus chikunii (Yaginuma, 1960)
- Takayus fujisawai Yoshida, 2002
- Takayus huanrenensis (Zhu & Gao, 1993)
- Takayus kunmingicus (Zhu, 1998)
- Takayus latifolius (Yaginuma, 1960)
- Takayus linimaculatus (Zhu, 1998)
- Takayus lunulatus (Guan & Zhu, 1993)
- Takayus lushanensis (Zhu, 1998)
- Takayus naevius (Zhu, 1998)
- Takayus papiliomaculatus Yin, Peng & Zhang, 2005
- Takayus quadrimaculatus (Song & Kim, 1991)
- Takayus sublatifolius (Zhu, 1998)
- Takayus takayensis (Saito, 1939)
- Takayus wangi (Zhu, 1998)
- Takayus xui (Zhu, 1998)

## Tekellina
Tekellina Levi, 1957
- Tekellina archboldi Levi, 1957
- Tekellina bella Marques & Buckup, 1993
- Tekellina crica Marques & Buckup, 1993
- Tekellina guaiba Marques & Buckup, 1993
- Tekellina minor Marques & Buckup, 1993
- Tekellina pretiosa Marques & Buckup, 1993

## Theonoe
Theonoe Simon, 1881
- Theonoe africana Caporiacco, 1947
- Theonoe formivora (Walckenaer, 1842)
- Theonoe major Denis, 1961
- Theonoe mihaili (Georgescu, 1989)
- Theonoe minutissima (O. P.-Cambridge, 1879)
- Theonoe sola Thaler & Steinberger, 1988
- Theonoe stridula Crosby, 1906

## Theridion
Theridion Walckenaer, 1805
- Theridion abruptum Simon, 1884
- Theridion accoense Levy, 1985
- Theridion acutitarse Simon, 1900
- Theridion adjacens (O. P.-Cambridge, 1896)
- Theridion adrianopoli Drensky, 1915
- Theridion aeolium Levi, 1963
- Theridion agrarium Levi, 1963
- Theridion agreste Nicolet, 1849
- Theridion agrifoliae Levi, 1957
- Theridion akme Levi, 1959
- Theridion akron Levi, 1959
- Theridion albidorsum Strand, 1909
- Theridion albidum Banks, 1895
- Theridion albioculum Zhu, 1998
- Theridion albipes L. Koch, 1878
- Theridion albocinctum Urquhart, 1892
- Theridion albodecoratum Rainbow, 1916
- Theridion albolineatum Nicolet, 1849
- Theridion albolineolatum Caporiacco, 1940
- Theridion albomaculosum O. P.-Cambridge, 1869
- Theridion albopictum Thorell, 1898
- Theridion albostriatum (L. Koch, 1867)
- Theridion albulum O. P.-Cambridge, 1898
- Theridion altum Levi, 1963
- Theridion amarga Levi, 1967
- Theridion amatitlan Levi, 1963
- Theridion ambiguum Nicolet, 1849
- Theridion ampascachi Mello-Leitão, 1941
- Theridion ampliatum Urquhart, 1892
- Theridion angusticeps Caporiacco, 1949
- Theridion angustifrons Caporiacco, 1934
- Theridion anson Levi, 1967
- Theridion antillanum Simon, 1894
- Theridion antron Levi, 1963
- Theridion apiculatum Roewer, 1942
- Theridion aporum Levi, 1963
- Theridion apostoli Mello-Leitão, 1945
- Theridion apulco Levi, 1959
- Theridion aragua Levi, 1963
- Theridion archeri Levi, 1959
- Theridion argentatulum Roewer, 1942
- Theridion arizonense Levi, 1957
- Theridion artum Levi, 1959
- Theridion aruanum Strand, 1911
- Theridion arushae Caporiacco, 1947
- Theridion asbolodes Rainbow, 1917
- Theridion astrigerum Thorell, 1895
- Theridion atratum Thorell, 1877
- Theridion attritum (Simon, 1908)
- Theridion auberti Simon, 1904
- Theridion aulos Levi, 1963
- Theridion australe Banks, 1899
- Theridion baccula Thorell, 1887
- Theridion baltasarense Levi, 1963
- Theridion banksi Berland, 1920
- Theridion barbarae Levi, 1959
- Theridion beebei Levi, 1963
- Theridion bellatulum Levi, 1963
- Theridion bergi Levi, 1963
- Theridion berlandi Roewer, 1942
- Theridion betteni Wiehle, 1960
- Theridion bicruciatum Roewer, 1961
- Theridion bidepressum Yin, Peng & Zhang, 2005
- Theridion biezankoi Levi, 1963
- Theridion biforaminum Gao & Zhu, 1993
- Theridion biolleyi Banks, 1909
- Theridion biseriatum Thorell, 1890
- Theridion bitakum Barrion & Litsinger, 1995
- Theridion blaisei Simon, 1909
- Theridion boesenbergi Strand, 1904
- Theridion bolivari Levi, 1959
- Theridion bolum Levi, 1963
- Theridion bomae Schmidt, 1957
- Theridion botanicum Levi, 1963
- Theridion brachypus Thorell, 1887
- Theridion bradyanum Strand, 1907
- Theridion brunellii Caporiacco, 1940
- Theridion brunneonigrum Caporiacco, 1949
- Theridion bryantae Roewer, 1951
- Theridion bullatum Tullgren, 1910
- Theridion buxtoni Berland, 1929
- Theridion calcynatum Holmberg, 1876
- Theridion californicum Banks, 1904
- Theridion caliginosum Marples, 1955
- Theridion cameronense Levi, 1957
- Theridion campestratum Simon, 1900
- Theridion caplandense Strand, 1907
- Theridion carinatum Yin, Peng & Zhang, 2005
- Theridion carpathium Brignoli, 1984
- Theridion cassinicola Simon, 1907
- Theridion castaneum Franganillo, 1931
- Theridion catharina Marples, 1955
- Theridion cavipalpe (F. O. P.-Cambridge, 1902)
- Theridion cazieri Levi, 1959
- Theridion centrum Levi, 1959
- Theridion ceylonicus Dunlop & Jekel, 2009
- Theridion chacoense Levi, 1963
- Theridion chakinuense Wunderlich, 1995
- Theridion chamberlini Caporiacco, 1949
- Theridion charitonowi Caporiacco, 1949
- Theridion cheimatos Gertsch & Archer, 1942
- Theridion cheni Zhu, 1998
- Theridion chihuahua Levi, 1959
- Theridion chiriqui Levi, 1959
- Theridion chonetum Zhu, 1998
- Theridion choroni Levi, 1963
- Theridion cinctipes Banks, 1898
- Theridion cinereum Thorell, 1875
- Theridion circumtextum Simon, 1907
- Theridion climacode Thorell, 1898
- Theridion clivalum Zhu, 1998
- Theridion cloxum Roberts, 1983
- Theridion clypeatellum Tullgren, 1910
- Theridion cochise Levi, 1963
- Theridion cochrum Levi, 1963
- Theridion cocosense Strand, 1906
- Theridion coenosum Thorell, 1887
- Theridion cohni Levi, 1963
- Theridion coldeniae Baert & Maelfait, 1986
- Theridion comstocki Berland, 1920
- Theridion confusum O. P.-Cambridge, 1885
- Theridion contreras Levi, 1959
- Theridion convexellum Roewer, 1942
- Theridion convexisternum Caporiacco, 1949
- Theridion corcyraeum Brignoli, 1984
- Theridion costaricaense Levi, 1963
- Theridion cowlesae Levi, 1957
- Theridion coyoacan Levi, 1959
- Theridion cruciferum Urquhart, 1886
- Theridion crucum Levi, 1959
- Theridion cuspulatum Schmidt & Krause, 1998
- Theridion cuyutlan Levi, 1963
- Theridion cynicum Gertsch & Mulaik, 1936
- Theridion dafnense Levy & Amitai, 1982
- Theridion darolense Strand, 1906
- Theridion davisorum Levi, 1959
- Theridion dayongense Zhu, 1998
- Theridion decemmaculatum Thorell, 1890
- Theridion decemperlatum (Simon, 1889)
- Theridion dedux O. P.-Cambridge, 1904
- Theridion delicatum O. P.-Cambridge, 1904
- Theridion derhami Simon, 1895
- Theridion desertum Ponomarev, 2008
- Theridion diadematum Chrysanthus, 1963
- Theridion dianiphum Rainbow, 1916
- Theridion differens Emerton, 1882
- Theridion dilucidum Simon, 1897
- Theridion dilutum Levi, 1957
- Theridion dividuum Gertsch & Archer, 1942
- Theridion dominica Levi, 1963
- Theridion dreisbachi Levi, 1959
- Theridion dubium Bradley, 1877
- Theridion dukouense Zhu, 1998
- Theridion dulcineum Gertsch & Archer, 1942
- Theridion durbanicum Lawrence, 1947
- Theridion ecuadorense Levi, 1963
- Theridion egyptium Fawzy & El Erksousy, 2002
- Theridion electum (O. P.-Cambridge, 1896)
- Theridion elegantissimum Roewer, 1942
- Theridion elevatum Thorell, 1881
- Theridion elimatum L. Koch, 1882
- Theridion elisabethae Roewer, 1951
- Theridion elli Sedgwick, 1973
- Theridion ellicottense Dobyns & Bond, 1996
- Theridion emertoni Berland, 1920
- Theridion epiense Berland, 1938
- Theridion eremum Levi, 1963
- Theridion eugeni Roewer, 1942
- Theridion evexum Keyserling, 1884
- Theridion excavatum F. O. P.-Cambridge, 1902
- Theridion exlineae Levi, 1963
- Theridion expallidatum O. P.-Cambridge, 1885
- Theridion familiare O. P.-Cambridge, 1871
- Theridion fastosum Keyserling, 1884
- Theridion fatuhivaense Berland, 1933
- Theridion femorale Thorell, 1881
- Theridion femoratissimum Caporiacco, 1949
- Theridion fernandense Simon, 1907
- Theridion filum Levi, 1963
- Theridion flabelliferum Urquhart, 1887
- Theridion flavonotatum Becker, 1879
- Theridion flavoornatum Thorell, 1898
- Theridion fornicatum Simon, 1884
- Theridion frio Levi, 1959
- Theridion frizzellorum Levi, 1963
- Theridion frondeum Hentz, 1850
- Theridion fruticum Simon, 1890
- Theridion fungosum Keyserling, 1886
- Theridion furfuraceum Simon, 1914
- Theridion fuscodecoratum Rainbow, 1916
- Theridion fuscomaculatum Rainbow, 1916
- Theridion fuscum Franganillo, 1930
- Theridion gabardi Simon, 1895
- Theridion galerum Levi, 1959
- Theridion gekkonicum Levy & Amitai, 1982
- Theridion geminipunctum Chamberlin, 1924
- Theridion genistae Simon, 1873
- Theridion gertschi Levi, 1959
- Theridion gibbum Rainbow, 1916
- Theridion gigantipes Keyserling, 1890
- Theridion giraulti Rainbow, 1916
- Theridion glaciale Caporiacco, 1934
- Theridion glaucescens Becker, 1879
- Theridion glaucinum Simon, 1881
- Theridion goodnightorum Levi, 1957
- Theridion gracilipes Urquhart, 1889
- Theridion grallator Simon, 1900
- Theridion gramineum Zhu, 1998
- Theridion grammatophorum Simon, 1909
- Theridion grancanariense Wunderlich, 1987
- Theridion grandiosum Levi, 1963
- Theridion grecia Levi, 1959
- Theridion gyirongense Hu & Li, 1987
- Theridion hainenense Zhu, 1998
- Theridion haleakalense Simon, 1900
- Theridion hannoniae Denis, 1944
- Theridion hartmeyeri Simon, 1908
- Theridion hassleri Levi, 1963
- Theridion hebridisianum Berland, 1938
- Theridion helophorum Thorell, 1895
- Theridion hemerobium Simon, 1914
- Theridion hermonense Levy, 1991
- Theridion hewitti Caporiacco, 1949
- Theridion hidalgo Levi, 1957
- Theridion hierichonticum Levy & Amitai, 1982
- Theridion hispidum O. P.-Cambridge, 1898
- Theridion histrionicum Thorell, 1875
- Theridion hondurense Levi, 1959
- Theridion hopkinsi Berland, 1929
- Theridion hotanense Zhu & Zhou, 1993
- Theridion huanuco Levi, 1963
- Theridion hufengensis Tang, Yin & Peng, 2005
- Theridion hui Zhu, 1998
- Theridion humboldti Levi, 1967
- Theridion hummeli Schenkel, 1936
- Theridion idiotypum Rainbow, 1917
- Theridion illecebrosum Simon, 1886
- Theridion impegrum Keyserling, 1886
- Theridion impressithorax Simon, 1895
- Theridion incanescens Simon, 1890
- Theridion incertissimum (Caporiacco, 1954)
- Theridion incertum O. P.-Cambridge, 1885
- Theridion incomtum (O. P.-Cambridge, 1896)
- Theridion inconspicuum Thorell, 1898
- Theridion indicum Tikader, 1977
- Theridion innocuum Thorell, 1875
- Theridion inquinatum Thorell, 1878
  - Theridion inquinatum continentale Strand, 1907
- Theridion insignitarse Simon, 1907
- Theridion intritum (Bishop & Crosby, 1926)
- Theridion iramon Levi, 1963
- Theridion ischagosum Barrion & Litsinger, 1995
- Theridion isorium Levi, 1963
- Theridion istokpoga Levi, 1957
- Theridion italiense Wunderlich, 1995
- Theridion jordanense Levy & Amitai, 1982
- Theridion kambalum Barrion & Litsinger, 1995
- Theridion karamayense Zhu, 1998
- Theridion kauaiense Simon, 1900
- Theridion kawea Levi, 1957
- Theridion kibonotense Tullgren, 1910
- Theridion kiliani Müller & Heimer, 1990
- Theridion kobrooricum Strand, 1911
- Theridion kochi Roewer, 1942
- Theridion kollari Doleschall, 1852
- Theridion kraepelini Simon, 1905
- Theridion kraussi Marples, 1957
- Theridion lacticolor Berland, 1920
- Theridion laevigatum Blackwall, 1870
- Theridion lago Levi, 1963
- Theridion lamperti Strand, 1906
- Theridion lanceatum Zhang & Zhu, 2007
- Theridion lapidicola Kulczyński, 1887
- Theridion latisternum Caporiacco, 1934
- Theridion lawrencei Gertsch & Archer, 1942
- Theridion leechi Gertsch & Archer, 1942
- Theridion leguiai Chamberlin, 1916
- Theridion lenzianum Strand, 1907
- Theridion leones Levi, 1959
- Theridion leucophaeum Simon, 1905
- Theridion leve Blackwall, 1877
- Theridion leviorum Gertsch & Riechert, 1976
- Theridion liaoyuanense (Zhu & Yu, 1982)
- Theridion limatum Tullgren, 1910
- Theridion limitatum L. Koch, 1872
- Theridion linaresense Levi, 1963
- Theridion linzhiense Hu, 2001
- Theridion llano Levi, 1957
- Theridion lomirae Roewer, 1938
- Theridion longicrure Marples, 1956
- Theridion longihirsutum Strand, 1907
- Theridion longipalpum Zhu, 1998
- Theridion longipedatum Roewer, 1942
- Theridion longipili Seo, 2004
- Theridion ludekingi Thorell, 1890
- Theridion ludius Simon, 1880
- Theridion lumabani Barrion & Litsinger, 1995
- Theridion luteitarse Schmidt & Krause, 1995
- Theridion macei Simon, 1895
- Theridion machu Levi, 1963
- Theridion macropora Tang, Yin & Peng, 2006
- Theridion macuchi Levi, 1963
- Theridion maculiferum Roewer, 1942
- Theridion magdalenense Müller & Heimer, 1990
- Theridion maindroni Simon, 1905
- Theridion makotoi Yoshida, 2009
- Theridion manjithar Tikader, 1970
- Theridion manonoense Marples, 1955
- Theridion maranum Levi, 1963
- Theridion maron Levi, 1963
- Theridion martini Levi, 1959
- Theridion mataafa Marples, 1955
- Theridion mauense Caporiacco, 1949
- Theridion mauiense Simon, 1900
- Theridion mehlum Roberts, 1983
- Theridion melanoplax Schmidt & Krause, 1996
- Theridion melanoprorum Thorell, 1895
  - Theridion melanoprorum orientale Simon, 1909
- Theridion melanosternon Mello-Leitão, 1947
- Theridion melanostictum O. P.-Cambridge, 1876
- Theridion melanurum Hahn, 1831
- Theridion melinum Simon, 1900
- Theridion mendozae Berland, 1933
- Theridion meneghettii Caporiacco, 1949
- Theridion metabolum Chamberlin & Ivie, 1936
- Theridion metator Simon, 1907
- Theridion michelbacheri Levi, 1957
- Theridion micheneri Levi, 1963
- Theridion minutissimum Keyserling, 1884
- Theridion minutulum Thorell, 1895
- Theridion miserum Thorell, 1898
- Theridion modestum (Simon, 1894)
- Theridion molliculum Thorell, 1899
- Theridion mollissimum L. Koch, 1872
- Theridion monzonense Levi, 1963
- Theridion mortuale Simon, 1908
- Theridion morulum O. P.-Cambridge, 1898
- Theridion murarium Emerton, 1882
- Theridion musivivoides Schmidt & Krause, 1995
- Theridion musivivum Schmidt, 1956
- Theridion musivum Simon, 1873
- Theridion myersi Levi, 1957
- Theridion mystaceum L. Koch, 1870
- Theridion mysteriosum Schmidt, 1971
- Theridion nadleri Levi, 1959
- Theridion nagorum Roberts, 1983
- Theridion nasinotum Caporiacco, 1949
- Theridion nasutum Wunderlich, 1995
- Theridion necijaense Barrion & Litsinger, 1995
- Theridion negebense Levy & Amitai, 1982
- Theridion neomexicanum Banks, 1901
- Theridion neshamini Levi, 1957
- Theridion nesticum Levi, 1963
- Theridion nigriceps Keyserling, 1891
- Theridion nigroannulatum Keyserling, 1884
- Theridion nigroplagiatum Caporiacco, 1949
- Theridion nigropunctulatum Thorell, 1898
- Theridion nigrosacculatum Tullgren, 1910
- Theridion nilgherinum Simon, 1905
- Theridion niphocosmum Rainbow, 1916
- Theridion niveopunctatum Thorell, 1898
- Theridion niveum O. P.-Cambridge, 1898
- Theridion nivosum Rainbow, 1916
- Theridion nodiferum Simon, 1895
- Theridion nojimai Yoshida, 1999
- Theridion nudum Levi, 1959
- Theridion oatesi Thorell, 1895
- Theridion obscuratum Zhu, 1998
- Theridion ochreolum Levy & Amitai, 1982
- Theridion octoferum Strand, 1909
- Theridion odoratum Zhu, 1998
- Theridion olaup Levi, 1963
- Theridion omiltemi Levi, 1959
- Theridion onticolum Levi, 1963
- Theridion opolon Levi, 1963
- Theridion opuntia Levi, 1963
- Theridion orgea (Levi, 1967)
- Theridion orlando (Archer, 1950)
- Theridion osprum Levi, 1963
- Theridion oswaldocruzi Levi, 1963
- Theridion otsospotum Barrion & Litsinger, 1995
- Theridion palanum Roberts, 1983
- Theridion palgongense Paik, 1996
- Theridion pallidulum Roewer, 1942
- Theridion pallasi Ponomarev, 2007
- Theridion palmgreni Marusik & Tsellarius, 1986
- Theridion pandani Simon, 1895
- Theridion panganii Caporiacco, 1947
- Theridion paraense Levi, 1963
- Theridion parvulum Blackwall, 1870
- Theridion parvum Keyserling, 1884
- Theridion patrizii Caporiacco, 1933
- Theridion pelaezi Levi, 1963
- Theridion pennsylvanicum Emerton, 1913
- Theridion perkinsi Simon, 1900
- Theridion pernambucum Levi, 1963
- Theridion perpusillum Simon, 1885
- Theridion petraeum L. Koch, 1872
- Theridion petrunkevitchi Berland, 1920
- Theridion phaeostomum Simon, 1909
- Theridion pictum (Walckenaer, 1802)
- Theridion pigrum Keyserling, 1886
- Theridion pilatum Urquhart, 1893
- Theridion piligerum Frauenfeld, 1867
- Theridion piliphilum Strand, 1907
- Theridion pinastri L. Koch, 1872
- Theridion pinguiculum Simon, 1909
- Theridion pinicola Simon, 1873
- Theridion pires Levi, 1963
- Theridion piriforme Berland, 1938
- Theridion plaumanni Levi, 1963
- Theridion plectile Simon, 1909
- Theridion plumipes Hasselt, 1882
- Theridion pluviale Tullgren, 1910
- Theridion poecilum Zhu, 1998
- Theridion porphyreticum Urquhart, 1889
- Theridion positivum Chamberlin, 1924
- Theridion posticatum Simon, 1900
- Theridion postmarginatum Tullgren, 1910
- Theridion praeclusum Tullgren, 1910
- Theridion praemite Simon, 1907
- Theridion praetextum Simon, 1900
  - Theridion praetextum concolor Simon, 1900
- Theridion prominens Blackwall, 1870
- Theridion proximum Lawrence, 1964
- Theridion puellae Locket, 1980
- Theridion pulanense Hu, 2001
- Theridion pumilio Urquhart, 1886
- Theridion punctipes Emerton, 1924
- Theridion punicapunctatum Urquhart, 1891
- Theridion punongpalayum Barrion & Litsinger, 1995
- Theridion purcelli O. P.-Cambridge, 1904
- Theridion pyramidale L. Koch, 1867
- Theridion pyrenaeum Denis, 1944
- Theridion qingzangense Hu, 2001
- Theridion quadratum (O. P.-Cambridge, 1882)
- Theridion quadrilineatum Lenz, 1886
- Theridion quadripapulatum Thorell, 1895
- Theridion quadripartitum Keyserling, 1891
- Theridion rabuni Chamberlin & Ivie, 1944
- Theridion rafflesi Simon, 1899
- Theridion rampum Levi, 1963
- Theridion ravum Levi, 1963
- Theridion reinhardti Charitonov, 1946
- Theridion resum Levi, 1959
- Theridion retreatense Strand, 1909
- Theridion retrocitum Simon, 1909
- Theridion rhodonotum Simon, 1909
- Theridion ricense Levi, 1959
- Theridion rossi Levi, 1963
- Theridion rostriferum Simon, 1895
- Theridion rothi Levi, 1959
- Theridion rubiginosum Keyserling, 1884
- Theridion rubrum (Keyserling, 1886)
- Theridion rurrenabaque Levi, 1963
- Theridion ruwenzoricola Strand, 1913
- Theridion saanichum Chamberlin & Ivie, 1947
- Theridion sabinjonis Strand, 1913
- Theridion sadani Monga & Singh, 1989
- Theridion samoense Berland, 1929
- Theridion sanctum Levi, 1959
- Theridion sangzhiense Zhu, 1998
- Theridion sardis Chamberlin & Ivie, 1944
- Theridion saropus Thorell, 1887
- Theridion schlingeri Levi, 1963
- Theridion schrammeli Levi, 1963
- Theridion sciaphilum Benoit, 1977
- Theridion semitinctum Simon, 1914
- Theridion senckenbergi Levi, 1963
- Theridion septempunctatum Berland, 1933
- Theridion serpatusum Guan & Zhu, 1993
- Theridion sertatum Simon, 1909
- Theridion setiferum Roewer, 1942
- Theridion setosum L. Koch, 1872
- Theridion setum Zhu, 1998
- Theridion seximaculatum Zhu, 1998
- Theridion sibiricum Marusik, 1988
- Theridion sinaloa Levi, 1959
- Theridion soaresi Levi, 1963
- Theridion societatis Berland, 1934
- Theridion solium Benoit, 1977
- Theridion spinigerum Rainbow, 1916
- Theridion spinitarse O. P.-Cambridge, 1876
- Theridion spinosissimum Caporiacco, 1934
- Theridion squalidum Urquhart, 1886
- Theridion stamotum Levi, 1963
- Theridion stannardi Levi, 1963
- Theridion strepitus Peck & Shear, 1987
- Theridion striatum Keyserling, 1884
- Theridion styligerum F. O. P.-Cambridge, 1902
- Theridion subitum O. P.-Cambridge, 1885
- Theridion submirabile Zhu & Song, 1993
- Theridion submissum Gertsch & Davis, 1936
- Theridion subpingue Simon, 1908
- Theridion subradiatum Simon, 1901
- Theridion subrotundum Keyserling, 1891
- Theridion subvittatum Simon, 1889
- Theridion sulawesiense Marusik & Penney, 2005
- Theridion swarczewskii Wierzbicki, 1902
- Theridion taegense Paik, 1996
- Theridion tahitiae Berland, 1934
- Theridion tamerlani Roewer, 1942
- Theridion tayrona Müller & Heimer, 1990
- Theridion tebanum Levi, 1963
- Theridion teliferum Simon, 1895
- Theridion tenellum C. L. Koch, 1841
- Theridion tenuissimum Thorell, 1898
- Theridion teresae Levi, 1963
- Theridion tessellatum Thorell, 1899
- Theridion teutanoides Caporiacco, 1949
- Theridion thalia Workman, 1878
- Theridion theridioides (Keyserling, 1890)
- Theridion thorelli L. Koch, 1865
- Theridion tigrae Esyunin & Efimik, 1996
- Theridion tikaderi Patel, 1973
- Theridion timpanogos Levi, 1957
- Theridion tinctorium  Keyserling, 1891
- Theridion tinctum (Walckenaer, 1802)
- Theridion t-notatum Thorell, 1895
- Theridion todinum Simon, 1880
- Theridion topo Levi, 1963
- Theridion torosum Keyserling, 1884
- Theridion trahax Blackwall, 1866
- Theridion transgressum Petrunkevitch, 1911
- Theridion trepidum O. P.-Cambridge, 1898
- Theridion triangulare Franganillo, 1936
- Theridion trifile Simon, 1907
- Theridion trigonicum Thorell, 1890
- Theridion tristani Levi, 1959
- Theridion triviale Thorell, 1881
- Theridion trizonatum Caporiacco, 1949
- Theridion tubicola Doleschall, 1859
- Theridion tungurahua Levi, 1963
- Theridion turanicum Charitonov, 1946
- Theridion turrialba Levi, 1959
- Theridion uber Keyserling, 1884
- Theridion uhligi Martin, 1974
- Theridion umbilicus Levi, 1963
- Theridion uncatum F. O. P.-Cambridge, 1902
- Theridion undatum Zhu, 1998
- Theridion undulanotum Roewer, 1942
- Theridion urnigerum Thorell, 1898
- Theridion ursoi Caporiacco, 1947
- Theridion urucum Levi, 1963
- Theridion usitum Strand, 1913
- Theridion utcuyacu Levi, 1963
- Theridion valleculum Levi, 1959
- Theridion vallisalinarum Levy & Amitai, 1982
- Theridion vanhoeffeni Strand, 1909
- Theridion varians Hahn, 1833
  - Theridion varians cyrenaicum Caporiacco, 1933
  - Theridion varians melanotum Strand, 1907
  - Theridion varians rusticum Simon, 1873
- Theridion ventricosum Rainbow, 1916
- Theridion vespertinum Levy, 1985
- Theridion viridanum Urquhart, 1887
- Theridion volubile Keyserling, 1884
- Theridion vosseleri Strand, 1907
- Theridion vossi Strand, 1907
- Theridion vossioni Simon, 1884
- Theridion vulvum Levi, 1959
- Theridion weberi Thorell, 1892
- Theridion weyrauchi Levi, 1963
- Theridion whitcombi Sedgwick, 1973
- Theridion wiehlei Schenkel, 1938
- Theridion workmani Thorell, 1887
- Theridion xianfengense Zhu & Song, 1992
- Theridion yani Zhu, 1998
- Theridion yuma Levi, 1963
- Theridion yunnanense Schenkel, 1963
- Theridion zantholabio Urquhart, 1886
- Theridion zebra Caporiacco, 1949
- Theridion zebrinum Zhu, 1998
- Theridion zekharya Levy, 2007
- Theridion zhangmuense Hu, 2001
- Theridion zhaoi Zhu, 1998
- Theridion zhoui Zhu, 1998
- Theridion zonarium Keyserling, 1884
- Theridion zonatum Eydoux & Souleyet, 1841
- Theridion zonulatum Thorell, 1890

## Theridula
Theridula Emerton, 1882
- Theridula aelleni (Hubert, 1970)
- Theridula albonigra Caporiacco, 1949
  - Theridula albonigra vittata Caporiacco, 1949
- Theridula angula Tikader, 1970
- Theridula casas Levi, 1954
- Theridula emertoni Levi, 1954
- Theridula faceta (O. P.-Cambridge, 1894)
- Theridula gonygaster (Simon, 1873)
- Theridula huberti Benoit, 1977
- Theridula iriomotensis Yoshida, 2001
- Theridula multiguttata Keyserling, 1886
- Theridula nigerrima (Petrunkevitch, 1911)
- Theridula opulenta (Walckenaer, 1842)
- Theridula perlata Simon, 1889
- Theridula puebla Levi, 1954
- Theridula pulchra Berland, 1920
- Theridula sexpupillata Mello-Leitão, 1941
- Theridula swatiae Biswas, Saha & Raychaydhuri, 1997
- Theridula theriella Strand, 1907
- Theridula zhangmuensis Hu, 2001

## Thwaitesia
Thwaitesia O. P.-Cambridge, 1881
- Thwaitesia affinis O. P.-Cambridge, 1882
- Thwaitesia algerica Simon, 1895
- Thwaitesia argentata Thorell, 1890
- Thwaitesia argenteoguttata (Tullgren, 1910)
- Thwaitesia argenteosquamata (Lenz, 1891)
- Thwaitesia argentiopunctata (Rainbow, 1916)
- Thwaitesia aureosignata (Lenz, 1891)
- Thwaitesia bracteata (Exline, 1950)
- Thwaitesia dangensis Patel & Patel, 1972
- Thwaitesia glabicauda Zhu, 1998
- Thwaitesia inaurata (Vinson, 1863)
- Thwaitesia margaritifera O. P.-Cambridge, 1881
- Thwaitesia meruensis (Tullgren, 1910)
- Thwaitesia nigrimaculata Song, Zhang & Zhu, 2006
- Thwaitesia nigronodosa (Rainbow, 1912)
- Thwaitesia phoenicolegna Thorell, 1895
- Thwaitesia pulcherrima Butler, 1882
- Thwaitesia rhomboidalis Simon, 1903
- Thwaitesia scintillans Kulczyński, 1911
- Thwaitesia simoni (Keyserling, 1884)
- Thwaitesia spinicauda Thorell, 1895
- Thwaitesia splendida Keyserling, 1884
- Thwaitesia turbinata Simon, 1903

## Thymoites
Thymoites Keyserling, 1884
- Thymoites aloitus Levi, 1964
- Thymoites amprus Levi, 1964
- Thymoites anicus Levi, 1964
- Thymoites anserma Levi, 1964
- Thymoites banksi (Bryant, 1948)
- Thymoites bellissimus (L. Koch, 1879)
- Thymoites bogus (Levi, 1959)
- Thymoites boneti (Levi, 1959)
- Thymoites boquete (Levi, 1959)
- Thymoites bradti (Levi, 1959)
- Thymoites camano (Levi, 1957)
- Thymoites cancellatus Mello-Leitão, 1943
- Thymoites caracasanus (Simon, 1895)
- Thymoites chiapensis (Levi, 1959)
- Thymoites chickeringi (Levi, 1959)
- Thymoites chikunii (Yoshida, 1988)
- Thymoites chopardi (Berland, 1920)
- Thymoites confraternus (Banks, 1898)
- Thymoites corus (Levi, 1959)
- Thymoites crassipes Keyserling, 1884
- Thymoites cravilus Marques & Buckup, 1992
- Thymoites delicatulus (Levi, 1959)
- Thymoites ebus Levi, 1964
- Thymoites elongatus Peng, Yin & Hu, 2008
- Thymoites expulsus (Gertsch & Mulaik, 1936)
- Thymoites gertrudae Müller & Heimer, 1990
- Thymoites gibbithorax (Simon, 1894)
- Thymoites guanicae (Petrunkevitch, 1930)
- Thymoites illudens (Gertsch & Mulaik, 1936)
- Thymoites ilvan Levi, 1964
- Thymoites incachaca Levi, 1964
- Thymoites indicatus (Banks, 1929)
- Thymoites ipiranga Levi, 1964
- Thymoites iritus Levi, 1964
- Thymoites levii Gruia, 1973
- Thymoites lobifrons (Simon, 1894)
- Thymoites lori Levi, 1964
- Thymoites luculentus (Simon, 1894)
- Thymoites machu Levi, 1967
- Thymoites maderae (Gertsch & Archer, 1942)
- Thymoites maracayensis Levi, 1964
- Thymoites marxi (Crosby, 1906)
- Thymoites matachic (Levi, 1959)
- Thymoites melloleitaoni (Bristowe, 1938)
- Thymoites minero Roth, 1992
- Thymoites minnesota Levi, 1964
- Thymoites mirus Levi, 1964
- Thymoites missionensis (Levi, 1957)
- Thymoites nentwigi Yoshida, 1994
- Thymoites nevada Müller & Heimer, 1990
- Thymoites notabilis (Levi, 1959)
- Thymoites oleatus (L. Koch, 1879)
- Thymoites orilla (Levi, 1959)
- Thymoites pallidus (Emerton, 1913)
- Thymoites palo Levi, 1967
- Thymoites peruanus (Keyserling, 1886)
- Thymoites piarco (Levi, 1959)
- Thymoites pictipes (Banks, 1904)
- Thymoites praemollis (Simon, 1909)
- Thymoites prolatus (Levi, 1959)
- Thymoites promatensis Lise & Silva, 2009
- Thymoites puer (Mello-Leitão, 1941)
- Thymoites ramon Levi, 1964
- Thymoites rarus (Keyserling, 1886)
- Thymoites reservatus (Levi, 1959)
- Thymoites sanctus (Chamberlin, 1916)
- Thymoites sarasota (Levi, 1957)
- Thymoites sclerotis (Levi, 1957)
- Thymoites simla (Levi, 1959)
- Thymoites simplex (Bryant, 1940)
- Thymoites struthio (Simon, 1895)
- Thymoites stylifrons (Simon, 1894)
- Thymoites subtilis (Simon, 1894)
- Thymoites trisetaceus Peng, Yin & Griswold, 2008
- Thymoites ulleungensis (Paik, 1991)
- Thymoites unimaculatus (Emerton, 1882)
- Thymoites unisignatus (Simon, 1894)
- Thymoites urubamba Levi, 1967
- Thymoites verus (Levi, 1959)
- Thymoites villarricaensis Levi, 1964
- Thymoites vivus (O. P.-Cambridge, 1899)
- Thymoites wangi Zhu, 1998
- Thymoites yaginumai Yoshida, 1995

## Tidarren
Tidarren Chamberlin & Ivie, 1934
- Tidarren aethiops Knoflach & van Harten, 2006
- Tidarren afrum Knoflach & van Harten, 2006
- Tidarren apartiolum Knoflach & van Harten, 2006
- Tidarren argo Knoflach & van Harten, 2001
- Tidarren circe Knoflach & van Harten, 2006
- Tidarren cuneolatum (Tullgren, 1910)
- Tidarren dasyglossa Knoflach & van Harten, 2006
- Tidarren dentigerum Knoflach & van Harten, 2006
- Tidarren ephemerum Knoflach & van Harten, 2006
- Tidarren gracile Knoflach & van Harten, 2006
- Tidarren griswoldi Knoflach & van Harten, 2006
- Tidarren haemorrhoidale (Bertkau, 1880)
- Tidarren horaki Knoflach & van Harten, 2006
- Tidarren konrad Knoflach & van Harten, 2006
- Tidarren lanceolatum Knoflach & van Harten, 2006
- Tidarren levii Schmidt, 1957
- Tidarren mixtum (O. P.-Cambridge, 1896)
- Tidarren obtusum Knoflach & van Harten, 2006
- Tidarren perplexum Knoflach & van Harten, 2006
- Tidarren scenicum (Thorell, 1899)
- Tidarren sheba Knoflach & van Harten, 2006
- Tidarren sisyphoides (Walckenaer, 1842)
- Tidarren ubickorum Knoflach & van Harten, 2006
- Tidarren usambara Knoflach & van Harten, 2006

## Tomoxena
Tomoxena Simon, 1895
- Tomoxena alearia (Thorell, 1890)
- Tomoxena dives Simon, 1895
- Tomoxena flavomaculata Simon, 1895

## Wamba
Wamba O. P.-Cambridge, 1896
- Wamba congener O. P.-Cambridge, 1896
- Wamba crispulus (Simon, 1895)
- Wamba panamensis (Levi, 1959)

## Wirada
Wirada Keyserling, 1886
- Wirada araucaria Lise, Silva & Bertoncello, 2009
- Wirada punctata Keyserling, 1886
- Wirada sigillata Lise, Silva & Bertoncello, 2009
- Wirada tijuca Levi, 1967
- Wirada tovarensis Simon, 1895

## Yaginumena
Yaginumena Yoshida, 2002
- Yaginumena castrata (Bösenberg & Strand, 1906)
- Yaginumena maculosa (Yoshida & Ono, 2000)
- Yaginumena mutilata (Bösenberg & Strand, 1906)

## Yoroa
Yoroa Baert, 1984
- Yoroa clypeoglandularis Baert, 1984
- Yoroa taylori Harvey & Waldock, 2000

## Yunohamella
Yunohamella Yoshida, 2007
- Yunohamella lyrica (Walckenaer, 1842)
- Yunohamella subadulta (Bösenberg & Strand, 1906)
- Yunohamella yunohamensis (Bösenberg & Strand, 1906)

## Zercidium
Zercidium Benoit, 1977
- Zercidium helenense Benoit, 1977